# Lijst van Duitse namen van plaatsen in Tsjechië
Dit is een lijst van Duitse namen van plaatsen die in Tsjechië liggen. Het gaat hier van oorsprong lang niet in alle gevallen om exoniemen, veel van deze plaatsen waren tot vlak na de Tweede Wereldoorlog geheel of deels Duitstalig. Sommige plaatsen die historisch geen Duitse naam hadden, werden in het nazi-tijdperk omgedoopt.
De Duitse benamingen werden (en worden deels nog) ook in het Nederlands gebruikt. Met name in geschiedkundige context zijn ze nog altijd gangbaar.

## A
- Aag: Doubí (u Třebeně)
- Abaschin: Zádub-Závišín
- Abdank: Adámky
- Abertham: Abertamy
- Abtsroth: Opatov
- Abtsdorf bei Zwittau: Opatov (okres Svitavy)
- Adamsberg (Berg): Adamová hora
- Adamsfreiheit: Hůrky u Nové Bystřice
- Adamsthal: Adamov (okres Blansko) u Brna
- Adelsdorf: Adolfovice
- Adersbach: Adršpach
- Adersbacher Felsen: Adršpašské skály
- Adlerdörfel: Orličky
- Adlergebirge:Orlické hory
- Adlerhütte: Samoty (Adlerova Huť, Röhrenberská Huť)
- Adlerkosteletz: Kostelec nad Orlicí
- Adolfsgrün: Adolfov
- Ahorn: Kladné (Záhorkov)
- Ahornhütte: Javory
- Ahornsäge: Javoří pila
- Ahornwald: Javořina
- Ahrendorf: Pavlov
- Aich bei Karlsbad: Doubí
- Aichen: Horní Sukolom
- Albendorf: Bělá u Jevíčka
- Alberitz: Malměřice
- Albernhof: Alberov
- Albersdorf: Píšařova Vesce
- Albersdörfer Brand: Milíře
- Albrechtsberg: Albrechtovice
- Albrechtsschlag: Albrechtovice
- Albrechtsdorf: Albrechtice v Jizerských Horách
- Alfredshof: Alfrédov
- Algersdorf: Valkeřice
- Alt Albenreuth: Starý Albenreuth
- Alt Benatek: Benátky nad Jizerou
- Alt Ehrenberg: Starý Ehrenberg
- Alt Fürstenhütte: Stará Knížecí Huť
- Alt Harzdorf: Starý Harcdorf
- Alt Moletein: Starý Moletín
- Alt Paulsdorf: Staré Pavlovice
- Alt Pocher: Starý Pochr
- Alt Prachatitz: Staré Prachatice
- Alt Rognitz: Starý Rokytník
- Alt Rohlau: Stará Role (nu stadsdeel van Karlsbad)
- Alt Spitzenberg: Nový Špičák
- Alt Thein: Starý Týn
- Alt Titschein: Starý Jičín
- Alt Zedlisch: Staré Sedliště
- Altbunzlau: Brandýs nad Labem-Stará Boleslav
- Altdorf: Stará Ves
- Altendorf (Kreis Bärn): Staré Oldrůvky
- Altenberg: Starý Kopec
- Altenbuch: Staré Buky
- Altendorf: Stará Ves u Rýmařova / Staré Oldrůvky / Ružová
- Altengrün: Dolní Nivy
- Altenteich: Starý Rybnik
- Alt-Grammatin: Mutěnín
- Althabendorf (Alt-Habendorf): Stráž nad Nisou, vroeger ook Starý Habendorf
- Althart: Staré Hobzí
- Althütten: Stará Huť
- Althütte: Staré Hutě
- Althütten über Neubistritz: Stará Huť
- Althütten: Miletínky
- Althütten: Muhlberg
- Alt-Kammer: Stará Komora
- Altkinsberg: Starý Hroznatov
- Alt Kinsberg: Starý Kinšperk
- Altlangendorf: Dlouhá Ves
- Alt-Langendorf: Janovice
- Alt-Langwasser: Nová Dlouhá Voda
- Altliebe (Kreis Bärn): Stará Libavá
- Altoderberg: Starý Bohumín
- Alt Ossegg: Osek
- Altpaka: Stará Paka
- Alt Parisau: Starý Pařezov
- Altrohlau: Stará Role ('deel van Karlovy Vary)
- Alt Rothwasser: Stará Červená Voda
- Altsattel b. Pfraumberg: Staré Sedlo
- Altsattl b. Elbogen: Staré Sedlo u Sokolova
- Alt-Sedlowitz: Starý Sedloňov
- Altspitzenberg: Starý Špičák ook: Stary Spitzenberg
- Altstadt (bei Neuhaus): Staré Město pod Landštejnem
- Altstadt (bei Ungarisch Hradisch): Staré Město (u Uherského Hradiště)
- Altstadt bei Mährisch Trübau: Staré Město u Moravské Třebové
- Altstadt bei Neubistritz: Staré Město u Nové Bystřice
- Altstadt bei Neuhaus: Staré Město u Jindřichova
- Altstadt über Freudenthal: Staré Město u Bruntálu
- Alttitschein (Alt-Titschein): Starý Jičín
- Altvatergebirge: Jeseníky
- Alt-Vogelseifen: Starý Vogelzejf
- Altwasser (Kreis Bärn): Stará Voda
- Alt-Zechsdorf: Staré Těchanovice
- Alt Zedlisch: Staré Sedliště
- Amonsgrün: Úbočí 'deel van Dolní Žandov
- Amplatz: Oplotec
- Amschelberg: Kosova Hora
- Andersdorf (Kreis Bärn): Ondrášov na Moravě
- Andersdorf: Ondřejov
- Andreasberg: Ondřejov u Kaplice
- Angern: Bujanov
- Anischau: Úněšov
- Angern: Bujanov
- Annadorf: Anenská Ves
- Annathal: Annín
- Antiegelhof: Antygl
- Antoniendorf: Cihelna
- Antoniwald: Antonínov
- Antoschowitz: Antošovice
- Arber (Berg): Javor
- Arbesau: Varvažov
- Arletzgrün: Arnoldov
- Arnau an der Elbe: Hostinné
- Arnetzgrün (Arnitzgrün): Arnoltov
- Arnsdorf (b. Haida): Arnultovice u Nového Boru
- Arnsdorf über Bodenbach: Arnoltice u Děčína
- Arnsdorf: Arnoltice
- Arnsdorf: Arnultovice Ústí nad Labem / Frýdlant / Vrchlabí / (Hostinné)
- Asang: Jasánky
- Asch: Aš
- Attes: Zates
- Au: Ava
- Aucin: Ujčín
- Augezd bei Mährisch Neustadt: Újezd u Uničova
- Auhertschitz: Úherčice
- Auhertz (Auherzen): Úherce
- Aujestel: Újezdec
- Aujezd ob der Mies: Újezd nad Mží
- Auperschin (an der Biela): Úpořiny (nad Bílinou)
- Auras: Úraz
- Aurinowes: Uhříněves
- Aurschinewes: Praha-Uhříněves
- Auscha: Úštěk
- Auschitz: Úžice
- Auschowitz: Úšovice
- Ausowy: Úsobí
- Auspitz: Hustopeče
- Aussee: Úsov
- Außergefild (Aussergefild): Kvilda
- Aussig an der Elbe: Ústí nad Labem
- Austerlitz: Slavkov u Brna
- Auwal: Úvaly u Prahy

## B
- Babilon: Babylon
- Babtschitz: Babčice
- Backofen, Bakow an der Iser: Bakov nad Jizerou
- Bad Bochdanetsch: Lázně Bohdaneč
- Bad Geltschberg, Geltschbad: Lázně Jeleč
- Bad Karlsbrunn: Karlova Studánka
- Bad Königswart: Lázně Kynžvart
- Bad Liebwerda: Lázně Libverda
- Bad Lindewiese: Lipová-Lázně
- Baderwinkel: Pomezná
- Badstübl: Podstely
- Bäckenhain: Pekařka
- Bärenklau: Bezvěrov
- Bärn: Moravský Beroun
- Bärnsdorf über Neutitschein: Bernartice na Moravě, Bernartice nad Odrou
- Bärnwald: Banvalt Neratov
- Bärringen: Pernink
- Bamberg, bij Kodetschlag: Babín (Babí)
- Barau: Bavorov
- Barchowek: Barchůvek
- Bartelsdorf: Bartovice / Dřínov
- Bartelsdorf bei Görkau: Bartultovice u Jílové
- Barzdorf bei Braunau: Božanov
- Barzdorf bei Jauernig: Bernartice (u Javorníka)
- Barzdorf am Rollberge: Pertoltice pod Ralskem
- Basberg: Hora Svatého Šebastiána
- Baschten: Holubovská Bašta
- Battelau: Batelov
- Batzdorf (Adlergebirge): Bartošovice v Orlických horách
- Batzdorf über Röwersdorf: Bartultovice
- Bauschenhof: Pouchov
- Bauschowitz an der Eger: Bohušovice nad Ohří
- Baussnitz: Bohuslavice nad Úpou
- Bautsch (Kreis Bärn): Budišov nad Budišovkou
- Bayerhof: Bajerov
- Bechin, Beching: Bechyně
- Beisterschitz: Bystročice
- Bejscht: Býšt
- Bela: Česká Bělá u Havlíčkova Brodu / Rohovládová Bělá u Pardubic
- Belec: Běleč
- Belecska Lhota: Bělečská Lhota
- Benatek an der Iser, Neu-Benatek: Benátky nad Jizerou
- Beneschau (Schlesien): Dolní Benešov
- Beneschau (vroeger ook: Deutschbeneschau)(in Böhmen): Benešov
- Beneschau b. Mies: Benešovice
- Beneschau über Ratibor: Benešov u Hlučína
- Benetschlag: Blato
- Benhof: Benovy, ook Benov
- Benisch Bennisch: Benešov u Bruntálu
- Bennisch: Horní Benešov
- Bensen: Benešov nad Ploučnicí
- Beraun: Beroun
- Berg: Hora Svatého Václava
- Berg: Horka
- Bergesgrün über Brüx: Chudeřín
- Berggraben: Vrchová
- Bergjanowitz: Vrchotovy Janovice
- Bergles: Bražec
- Bergreichenstein: Kašperské Hory
- Bergstadt: Horní Město
- Bergstadt Platten: Horní Blatná
- Bergstadtl: Hory Matky Boží 7 Drouhavec
- Bergstädtel (Bergstadte Ratiboritz): Ratibořské Hory
- Berlau, Berloch: Brloh
- Bernaditz: Bernatice
- Bernarditz: Bernartice (u Milevska)
- Bernau: Bernov / Zakoutí
- Bernetzreith: Pernolec
- Berneck, Pernek: Pernek
- Bernhau: Olověná
- Bernhau (Kreis Bärn): Barnov
- Bernklau: Bezvěrov
- Bernsdorf bei Trautenau: Bernartice u Trutnova
- Bernsdorf pod Smrkem: Horní Řasnice
- Berzdorf: Karlov pod Ještědem
- Besdieditz (Besdietitz): Bezdědice
- Beseditz: Besedice
- Besikau: Bezděkov
- Beskiden: Beskydy
- Besno (ook Bezno): Bezno
- Bessenitz: Besednice
- Bezdek: Bezděk
- Bezdekau: Bezděkov
- Bezno (ook Besno): Bezno
- Biechtschin (Biechzin): Běštín
- Biela (Biella): Česká Bělá (Havlíckův Brod) / Rohovládová Bělá (Pardubice)
- Bielau: Bělá ve Slezsku / Bílov
- Bielenz: Bílence
- Bielohrad (Bad Bielohrad): Lázně Bělohrad
- Bieloschitz: Bělušice
- Bieltschitz: Bělčice
- Bierbruck, bij Christelschlag (ook Bierbrücke): Můstek
- Bieschin: Běšiny
- Bieschtin: Běštín
- Bilin: Bílina
- Billentz: Bílence
- Binaberg: Vinná
- Binsdorf über Bodenbach: Bynovec
- Birkau: Březí
- Birkenberg: Příbram-Březové Hory (Příbram VI)
- Birkenhaid: Březová Lada
- Birkicht: Březina
- Birkigt: Březiny
- Birkigt Bodisch: Březová-Bohdašín
- Birndorf: Hrušková
- Bisenz: Bzenec
- Bischitz: Byšice
- Bischofteinitz: Horšovský Týn
- Bistritz: Bystrice u Benešova
- Bistritz an der Angel: Bystřice nad Úhlavou
- Bistritz am Hostein: Bystřice pod Hostýnem
- Bistritz ob Pernstein: Bystřice nad Pernštejnem
- Bistrowan: Bystrovany
- Blanz: Blansko
- Blaschim: Blažim
- Blatna: Blatná
- Blattnitz Blatnitz: Blatnice
- Blatze: Blatec
- Blauda: Bludov
- Blauendorf: Bludovice
- Blauenschlag: Blažejov
- Bleich: Bělidla
- Bleistadt: Oloví
- Bleiswedel: Blíževedly
- Blisowa: Blížejov
- Blockhütte, bij Kaltenbach: Pokovy Hutě (Pukov)
- Blosdorf bei Mährisch Trubau: Mladějov na Moravě
- Blottendorf: Jedličná
- Blowitz (Blobitz): Blovice
- Bludau: Bludov
- Blumenau: Plumlov
- Blumenau (bei Zwittau): Květná
- Bobov: Bobov
- Bobrownik: Bobrovníky
- Bochdalau: Bohdalov
- Bochlowitz: Pochlovice
- Bodenbach: Podmokly
- Bodenstadt (Kreis Bärn): Potštát
- Bodisch: Bohdašín
- Böhmdorf: Dolní Brzotice / Mikulov / Bynov
- Böhmisch Aicha: Český Dub
- Bohmisch Bela: Česká Bělá
- Böhmisch Bokau: Český Bukov
- Böhmisch Brod: Český Brod
- Böhmisch Budweis: České Budějovice
- Böhmisch Domaschlag: Česká Domaslav
- Böhmisch Einsiedel: Mníšek
- Böhmisch Eisenstein (Markt Eisenstein): Železná Ruda
- Böhmisch Gilowitz: Horní Jílovice
- Böhmisch Haidl: Maňávka (Česká Maňava)
- Böhmisch Hammer: České Hamry
- Böhmischhäuser: České Chalupy
- Böhmisch Kahn (Kahn über Bodenbach): České Chvojno
- Böhmisch Kamnitz: Česká Kamenice
- Böhmisch Killmes: Český Chloumek
- Böhmisch Kopist: České Kopisty
- Böhmisch Krummau: Český Krumlov
- Böhmisch Kubitzen: Česká Kubice
- Böhmisch Leipa: Česká Lípa
- Böhmisch Liebau: Dolní Libina
- Böhmisch Lotschnau: Český Lačnov
- Böhmisch Märzdorf (Märzdorf-Nikles): Bohdíkov-Raškov
- Böhmisch Matha: Dědová
- Böhmisch Mühle: Český Mlýn
- Böhmisch Neudörfel: Český Ujezd
- Böhmisch Neustadtl: Dolní Bělá
- Böhmisch Petersdorf: Petrovice
- Böhmisch Röhren: České Žleby
- Böhmisch Rothmühl: Česká Radiměř
- Böhmisch Rothwasser: Horní Čermná
- Böhmisch Rudoletz: Český Rudolec
- Böhmisch Rust: Kadaňský Rohozec
- Böhmisch Skalitz: Česká Skalice
- Böhmisch Sternberg: Český Šternberk
- Böhmisch Trübau: Česká Třebová
- Böhmisch Wiesen: Česká Dlouhá
- Böhmisch Wiesenthal: Loučná pod Klínovcem
- Böhmisch Zlatnik (Schladnik an der Biela, Böhmisch-Schladnig): Český Zlatník
- Böhmischdorf: Česká Ves
- Böhmische Lichwe: České Libchavy
- Böhmische Rybna: Česká Rybná
- Bölten: Bělotín
- Bömisch Haidl: Zhůří
- Bößig (Berg): Bezděz
- Bogumin: Bohumín
- Bohaunowitz: Bohouňovice II
- Bohentsch: Kninice
- Bohnau: Banín
- Bohuslawitz: Bohuslavice u Konice
- Bohuslawitz: Bohuslavice
- Bojkowitz: Bojkovice
- Bokau über Aussig (Pokau über Aussig): Bukov u Ústí nad Labem
- Bolatitz über Ratibor: Bolatice
- Bolehradice: Boleradice
- Bonaventura: Skleněné Hutě (Sklená Huť)
- Boniowitz: Bohuňovice
- Borau: Havlíčkova Borová
- Borek: Jirkov
- Boreslau: Bořislav
- Borice: Bořice
- Borotin: Borotín (u Tábora)
- Boschejow: Božejov
- Borschengrün: Úbočí
- Bosin: Bosyně
- Boskowitz: Boskovice
- Botenwald über Stauding: Butovice
- Brand: Paseka
- Brand (Tachauer Brand, Albersdörfer Brand, Brand I): Milíře
- Brand b. St. Katharinen: Milíře
- Brand (Planer Brand, Brand II): Ždár
- Brand (an der Mettau): Žďár nad Metují
- Brand an der Adler: Žďár nad Orlicí
- Brandau: Brandov
- Brandeis an der Adler: Brandýs nad Orlicí
- Brandschau: Branišov
- Brandzeif: Ždársky Potok
- Brankowitz: Brankovice
- Branickau: Braničkov
- Branisov: Branišov
- Bransdorf über Jägerndorf: Brantice
- Brany: Braňany
- Brandeis an der Adler: Brandýs nad Orlicí
- Brandeis an der Elbe: Brandýs nad Labem
- Bratelsbrunn (Pratelsbrunn, Pratlsbrun): Březí u Mikulova
- Bratrikow: Bratříkov
- Brättersdorf: Bratříkovice
- Braunau: Broumov
- Braunau-Oelberg: Broumov-Olivětín
- Braunbusch, Braunpusch: Prapořiště
- Braunsberg: Brušperk
- Braunsdorf: Brumovice ve Slezsku / Brumovice u Opavy
- Braunseifen: Rýžoviště
- Breitenau über Freudenthal: Bretnová Široká Niva
- Breitenbach: Potůčky
- Breitenfurt über Freiwaldau: Široký Brod Hradec
- Brenn: Brenná
- Brennet: Prennet
- Brennetberg (Berg): Prenet
- Brennporitschen: Spálené Poříčí
- Brenntenberg: Spálenec
- Brennter Berg (Berg): Spálený
- Bresnitz: Březnice
- Bretterschlag (Mährische Schweiz): Ostrov u Macochy
- Bretterschlag (Böhmerwald): Petřejov
- Bries: Březí u Týna nad Vltavou
- Briesau (über Troppau): Březová ve Slezsku / Březová (u Vítkova)
- Briesen: Bílina Kyselka / Březina
- Brims (Brins): Brniště
- Brodek: Brodek u Přerova (tot 1949 Brodek)
- Broden: Bradné
- Brodetz: Brodce
- Brosan: Brožany
- Brosdorf: Bravantice
- Brotzan: Brozany nad Ohří
- Bruch: Lom u Mostu
- Bruchotein: Břuchotín
- Bruck: Mostec
- Bruck am Hammer: Brod nad Tichou
- Brückelberg (Berg): Můstek
- Brünn: Brno
- Brünnl: Dobrá Voda u Nových Hradů
- Brünnles über Hohenstadt: Brníčko
- Brünnersteig: Brlenka
- Brünnl: Dobrá Voda u Horní Stropnice
- Brünnlitz: Brněnec
- Brüsau: Březová nad Svitavou
- Brusna: Brusná
- Brüx: Most
- Brumow: Brumov
- Brunn, bij Nitzau: Studenec
- Brunnersdorf: Prunéřov
- Bschas: Brasy
- Bschesno: Březno (u Mladé Boleslavi)
- Bubna: Bubny
- Bucharten: Dobrá Voda
- Buchau: Bochov
- Buchberg: Bukovec
- Buchbergsthal: Železná ve Slezsku
- Buchelsdorf: Bukovice
- Buchen: Buk
- Buchers: Pucher
- Buchlowitz: Buchlovice
- Buchwald: Bučina
- Buchwaldsdorf: Bučnice
- Buda: Budov
- Budgisdorf über Hohenstadt: Krasíkov
- Budin: Budyně nad Ohří
- Budischau: Budišov
- Budweis, Böhmisch-Budweis: České Budějovice
- Budwitz: Moravské Budějovice
- Bühlending: Bíletín
- Bukowan: Bukovany (u Olomouce)
- Bukowitz: Bukovice
- Bukwa: Bukovany (u Sokolova)
- Bukwa: Bukovina
- Bullendorf über Friedland: Bulovka v Čechách
- Bünauberg über Bodenbach: Bynov
- Bunzendorf: Boleslav
- Bürgel: Hrádek
- Bürgleins am Wlarapaß: Hrádek na Vlárské dráze
- Burgstadtl: Hradec u Kadaně
- Burgstall: Hradiště
- Burgstätt: Hradečno
- Bürgstein: Sloup v Čechách
- Burgwiese: Burgviz
- Bürles: Brložec
- Busau: Bouzov
- Buschullersdorf: Oldřichov v Hájích
- Buschtiehrad: Buštehrad
- Busk: Boubská
- Buslawitz über Ratibor Buslawitz: Buslavice
- Butsch: Budeč
- Butschafka: Bučavka
- Butschin: Velká Bučina
- Butschowitz: Bučovice
- Bystrowan: Bystrovany

## C
- Cakowitz: Čakovice
- Cerhof über Hohenstadt: Crhov
- Chabitschau: Chabičov
- Charwath: Charváty
- Charwatz: Charvatce
- Chaustnik: Choustník
- Cherschin: Chržín
- Chiesch: Chyše
- Chinitz Tettau: Vchynice Tetov
- Chinitz-Tettau-Schwemmkanal: Vchynicko-Tetovský plavebný kanál
- Chliwitz: Chlívce
- Chlumcany: Chlumčany
- Chlumetz an der Zidlina: Chlumec nad Cidlinou
- Chlumetz bei Wittingau (Südböhmen): Chlum u Třeboně
- Chmelna: Chmelná
- Chodau: Chodov
- Chodenschloß: Trhanov
- Chotieborsch: Chotěboř
- Chotimer: Chotimeř
- Chotimiersch: Chotimeř
- Chotieschau: Chotešov
- Chotusitz: Chotušice
- Chotzen: Choceň
- Chrantschowitz: Chrančovice
- Chrisdorf: Křišťanovice
- Chrises über Hohenstadt: Dlouhá Ves
- Christelschlag: Křišťanovice
- Christianberg: Křišťanov
- Christiansau (Christiansthal): Kristiánov
- Christophhammer: Kryštofovy Hamry
- Christophsgrund: Kryštofovo Údolí
- Chrobold: Chroboly
- Chropin: Chropyně
- Chrostau Ölhütten: Chrastová Lhota
- Chroustowitz: Chroustovice
- Chudenitz: Chudenice
- Chuderitz: Chudeřice
- Chudiwa: Chuděnin
- Chumau: Chlumany
- Chumec, Chunzen: Chlumec
- Chwallatitz über Schiltern: Chvaletice
- Chwalenitz: Chvalenice
- Chwalkowitz: Chválkovice
- Chwalschowitz: Chvalšovice
- Cukmantl, Zuckmantel: Zlaté Hory (v Jeseníkách) (tot 1948: Cukmantl) / Žďárek (Ústí nad Labem)
- Czalositz: Žalhostice
- Czarlowitz: Černovice

## D
- Dachau, bij Dolní Kozli: Dachov
- Dajmirow: Damírov
- Daleschitz: Dalešice (district Třebíč)
- Dalleschitz: Dalešice
- Dallwitz: Dalovice
- Damborschütz: Dambořice
- Dammerschlitz: Dambořice
- Damitz: Damnice
- Damnau: Damnov
- Darkau, Darków: Darkov
- Darmschlag: Darmyšl
- Dassnitz: Dasnice
- Datelov: Datelov
- Datschitz: Dačice
- Daubitz über Schönlinde: Doubice
- Dauba: Dubá
- Daudleb (an der Adler): Doudleby nad Orlicí
- Dawle: Davle
- Deffernick, bij Markt Eisenstein: Debrnik
- Dekau: Dekov
- Delaben (Deslawen): Zdeslav
- Depoldowitz: Depoldovice
- Dereysen: Zderaz
- Derfle: Sady
- Derflik: Víska u Jevíčka
- Deschenitz: Dešenice
- Deschna: Deštná (u Jindřichova Hradce)
- Deschney: Deštné v Orlických Horách
- Dessendorf: Desná
- Deutsch Beneschau: Benešov nad Černou
- Deutsch Bernschlag: Dobrotín
- Deutsch Biela: Bělá nad Svitavou
- Deutsch Borau: Beranovka
- Deutsch Brod: Havlíčkův Brod
- Deutsch Brodek: Brodek u Konice
- Deutsch Duschnik: Trbové Dušníky
- Deutsch Eisenberg: Ruda
- Deutsch Gabel: Jablonné v Podještědí
- Deutsch Giesshübel: Nový Rounek
- Deutsch Gilowitz: Dolní Jilovice
- Deutsch Haidl: Manava
- Deutsch Hause: Huzová
- Deutsch Horschowitz: Německé Hořovice
- Deutsch Jasnik: Německý Jesenik; Jasenice na Moravě
- Deutsch Kahn: Arnultovice
- Deutsch Kilmes: Německý Chloumek
- Deutsch Konitz über Misslitz: Miroslavské Knínice
- Deutsch Kralupp: Kralupy u Chomutova
- Deutsch Kralupp: Německé Kralupy
- Deutsch Krawarn: Kravaře u Opavy
- Deutsch Kubitzen: Česká Kubice
- Deutsch Liebau: Horní Libina
- Deutsch Lodenitz: Německé Loděnice
- Deutsch Märzdorf: Horní Bohdikov
- Deutsch Matha: Česká Metuje
- Deutsch Moliken: Malikov nad Nežárkou
- Deutsch Neudörfel: Delous
- Deutsch Neudstadtl: Nečtiny
- Deutsch Pankraz: Jítrava
- Deutsch Paulowitz: Slezské Pavlovice
- Deutsch Petersdorf: Petrovicky
- Deutsch Prausnitz: Německá Brusnice
- Deutsch Reichenau: Rychnov u Nových Hradů
- Deutsch Reichenau bei Halsach: Německý Rychnov u Frymburku
- Deutsch Rust: Podbořánský Rohozec
- Deutsch Schützendorf: Střelecka
- Deutsch Taebetitsch: unknown
- Deutsch Thomaschlag: Domaslavičky
- Deutsch Welhota: Lhota pod Pannou
- Deutsch-Wernersdorf: Vernéřovice
- Deutsch Zlatnik: Slatinice
- Deutschbrod: Havlíčkův Brod (bis 1950 Německý Brod)
- Deutschbundesort: Dolní Rozmysl
- Diana: Diana
- Dianaberg: Dianaberg
- Dielhau: Děhylov
- Diettenitz: Detěnice
- Dimokur: Dymokury
- Dingkowitz: Jeníkovice
- Distlowitz: Tisovla
- Ditmannsdorf: Dětmarovice
- Dittersbach: Detřichov
- Dittersbach: Horní Dobrouc
- Dittersbach bei Böhmisch Kamnitz: Jetřichovice
- Dittersbach (bei Friedland (Iser)): Detřichov
- Dittersbach bei Halbstadt: Jetřichov u Meziměstí
- Dittersbach über Landskron: Stašov
- Dittersbächel: Detrichovec
- Dittersdorf (bei Zwittau): Detřichov
- Dittersdorf (Kreis Bärn): Detřichov
- Dittmannsdorf: Dětmarovice
- Diwischau: Divišov (u Benešova)
- Dlasckowitz: Dlažkovice
- Dluhei: Dlouhý
- Dobern über Leipa: Dobrná
- Doberschisch: Dobríš
- Dobeschitz: Dobešice
- Dobrai (Dobray): Dobrá
- Dobraken: Doubravka / Doubrava
- Dobring, bij Schönfelden: Dobřín
- Dobrouschka: Dobruška
- Dobrowitz (Dobravice): Dobrovice
- Dobrzan, Wiesengrund: Dobrany
- Dobschitz: Dobrcice
- Döba: Devín
- Döberle: Debrné
- Dolein: Dolany (u Olomouce)
- Dölitschen: Telice (tegenwoordig een woonwijk van Prostiboř)
- Dollein: Dolany (u Olomouce)
- Döllnitz: Odolenovice
- Domoraditz: Domoradice
- Dönis: Donín
- Dörfel: Vesec / Víska okres Liberec / Veská / Dedinka / Bedřichov / Pastviny /
- Dörfl: Sady
- Dörfles: Víska u Jevíčka
- Dörflitz über Urbau Rausenbruck: Vrbovec
- Dörnsdorf: Dolina
- Dörnthal: Suchý Dul / Suchdol
- Dörrengrund: Suchý Důl
- Dörrstein: Suchy Kamen
- Döschen: Dešná
- Doglasgrün: Vřesová
- Dollan, Dollana: Dolany (u Plzně)
- Dollern, bij Polletitz: Dolany
- Dombrau: Doubravka
- Domaschin: Domašín
- Domazlicky: Domažlicky
- Domazlitzl: Domazlicky
- Domsdorf: Tomíkovice
- Domstadtl (Kreis Bärn): Domašov nad Bystřicí
- Donawitz bei Karlsbad: Stanovice
- Donitz: Nové Tuhnice
- Doppitz: Chuderov
- Dorf Eisenstein ook Eisenstein Dorf: Ves Železná Ruda, Špičák
- Dorf Tropplowitz: Opavice
- Dorfteschen über Troppau: Deštné ve Slezsku
- Dornfeld: Trnové Pole
- Dorrstadt: Datelov
- Dorschitz (Doschitz): Dožice
- Dorschowitz: Držovice
- Dotterwies: Tatrovice
- Doudlewetz: Doudlevce
- Doxan: Doksany
- Drahenz: Drahonice
- Drahomischl: Drahomyšl
- Drahowitz: Drahovice
- Draschkow: Dražkov
- Drahotusch: Hranice-Drahotuše (Hranice IV)
- Drasow: Drásov
- Drazenov: Draženov
- Dreiborn: Skály
- Dreibuchen: Buková
- Dreieckmark (Berg): Trojmesná
- Dreieinigkeit: Hajniště
- Dreihacken: Tři Sekery; Tři Sekery u Kynžvartu; Tři Sekery u Tachova
- Dreihäuser: Třídomí
- Dreihöf: Oldrichovice
- Dreihöf: Záhory
- Dreihöfen: Tři Dvory
- Dreihunken: Behanky
- Dreiseenfilz (Moor): Tříjezerní slať
- Dreisessel (Berg): Třístoličník
- Dresnitz: Strážnice
- Drewohostitz: Dřevohostice
- Dries: Drísy
- Drißgloben: Malé Dvorce
- Drosau: Strážov
- Droschdein: Droždín
- Droschlowitz: Drahoslavice
- Drosenau über Hohenstadt:
- Droslau: Tvrdoslav
- Dubrowitz: Dubovice
- Drum: Stvolínky
- Drzkow: Držkov
- Dubany: Dubany
- Dubcan: Dubcany
- Dubenetz am Königreichwald: Dubenec
- Dubitz: Dubice
- Dubitzke: Dubicko na Moravě
- Dubnian: Dubnany
- Dunkelthal: Temný Důl
- Dürchel: Drchlava
- Dürmaul: Trmová (Karlovy Vary)
- Dürnbach: Ava
- Dürnberg: Suchá
- Dürnholz: Drnholec
- Dürr: Suchá
- Dürre: Prostředkovice
- Dürrengrün: Suchý Důl(?)
- Dürrmaul: Drmoul
- Dürrseifen: Suchá Rudná
- Duppau: Doupov
- Dubschan: Dubčany
- Dunkelthal: Temný Důl
- Duppau: Doupov
- Duschnik: Trhové Dušníky
- Duschowitz: Tuškov
- Dux: Duchcov
- Dvorec: Dvorec

## E
- Ebenau: Záton
- Ebersdorf bei Friedland: Habartice
- Ebersdorf bei Mährisch Altstadt: Habartice u Jindřichova
- Ebersdorf bei Graupen: Habartice u Krupky
- Ebmeth: Rovná
- Eckersbach: Rokytnice
- Eckersdorf: Jakartovice
- Edersgrün: Oder
- Eger: Cheb
- Eger (rivier): Eger
- Ehmet: Svažec
- Eibenberg: Tisová
- Eibenschütz, Eibenschitz: Ivančice
- Eichen (Klatovy): Dubí
- Eichenhof: Dubina
- Eichhorn an der Bittitschka: Veverská Bítýška
- Eichicht: Doubí
- Eicht: Dubicná
- Eichwald: Dubí
- Eidlitz: Údlice
- Eiland: Ostrov
- Eilowitz: Jílovec
- Einoth: Renoty
- Einsiedel: Mníšek
- Einsiedel u Liberce: Nažidla
- Einsiedel über Wurbenthal: Einsidl u Vrbna
- Einsiedl bei Marienbad: Mnichov u Mariánských Lázní
- Einsiedl, Rotte, bij Böhmisch Gillowitz: Poustevna
- Eipel: Úpice
- Eisenberg: Jezerí
- Eisenberg an der March: Alojzov
- Eisenberg bei Görkau: Jezeří
- Eisenberg: Dolní Rudna
- Eisenbrod: Železný Brod
- Eisendorf (Westböhmen): Železná u Smolova
- Eisengrub, bij Mauthstadt: Záhliní
- Eisenhüttel: Záchlumí
- Eisenstadtel (Eisenstadtl): Železnice
- Eisenstein: Železná Ruda
- Eisenstein Dorf: Spicák
- Eisenstraß: Hojsova Stráž
- Eisgrub: Lednice
- Eiwanowitz: Ivanovice na Hané
- Elbe (rivier): Labe
- Elbecken: Klinovec
- Elbekosteletz: Kostelec nad Labem
- Elbeteinitz: Týnec nad Labem
- Elbogen: Loket
- Elendbachel: Polka
- Eleonorenhain: Lenora
- Elhenitz: Lhenice
- Elhoten bei Wiesengrund: Lhota pod Pannou
- Elhoten bie Mies: Lhota
- Elhoten bei Tschernoschin: Lhota
- Elisenthal: Alžbětín
- Ellischau: Nalzovy (1951 mit Silberberg zu Nalzovské Hory vereinigt)
- Elmm: Strán
- Elsch: Staré Sedlo / Olešná
- Elschtin: Lštění
- Emmern, bij Mutzgern: Emry, Bednare
- Endersdorf: Ondrejovice
- Endersgrün: Ondřejov
- Engelhaus: Andelská Hora v Čechách (Burg Andělská Hora)
- Engelsberg: Andělská Hora (ve Slezsku)
- Engelsdorf: Andělka
- Engelsthal: Andelske Zleby
- Engelswald über Stauding: Albrechtičky
- Enis-Laschan: Lažany
- Enkengrün: Jankovice
- Entenbühl: Entenbil
- Epperswagen (Kreis Bärn): Neprivaz
- Erdberg: Hrádek u Znojma
- Erdmannsdorf: Nové Zálužné
- Erdmannsgrund: Artmanov
- Erdweis: Nová Ves nad Lužnicí
- Ermelei: Jermaly
- Ermesgrün: Smrčina
- Ernstberg, bij Korkushütten: Arnoštka
- Ernstbrunn, bij Christianberg: Arnoštov
- Ertischowitz: Rtišovice
- Erzberg: Plece
- Eschowitz (Juratin): Ceckovice
- Espenthor: Olšová Vrata
- Esseklee: Nesachleby
- Eulau: Jílové u Decína
- Eule: Jílové u Prahy
- Eulenberg: Sovinec

## F
- Fallbaum (Berg): Javoří
- Falkenau an der Eger (Falknov): Sokolov
- Falkenau (b. Haida): Falknov
- Falkenau (b. Iglau): Sokolíčko
- Falkendorf: Folknáře
- Fassattengrün: Božetín
- Felden: Pole
- Felhauser: V Poli
- Feldkretschen: Krčmov
- Feldsberg: Valtice
- Ferbenz: Řvenice
- Ferchenhaid: Borová Lada
- Ferdinandsdorf: Choustníkovo Hradiště
- Ferdinandsthal: Ferdinandov
- Fichtenbach: Fuchsova Huť (Fuxova Huť)
- Filz: Slatina
- Finkendorf: Polesí
- Fischbach: Abertamy
- Fischbäckern: Bednáře
- Fischbäckern, bij Mutzgern: Rybáře
- Fischerhäuser: Rybarske Domky
- Fischern: Rybáře / Mýto
- Fischern, bij Schwiebgrub: Stěžerov
- Fischhäusel: Hosterádky
- Flandorf: Panenská
- Flecken: Fleky
- Flehau, Flöhau: Blšany
- Fleißen: Plesná
- Fleissheim: Horní Borková
- Fleyh: Fláje
- Flöhau: Blšany
- Försterhäuser: Myslivny
- Fonsau: Vonsov
- Frain: Vranov nad Dyjí
- Frainersdorf: Vranovská Ves
- Frainspitz: Branišovice
- Frankenhammer: Liboc
- Frankstadt unterm Radhoscht: Frenštát pod Radhoštem
- Franschile: Vrahozily
- Franzberg: Františkov
- Franzendorf über Reichenberg: Františkov u Liberce
- Franzensbad: Františkovy Lázně
- Franzensthal: Františkov
- Franzenthal: Františkov nad Ploucnicí
- Fratting: Vratěnín
- Frauenberg: Hluboká nad Vltavou (České Budějovice) / Panenská Hura (Liberec)
- Frauendorf: Panenská
- Frauenreith: Svobodka
- Frauenreuth: Kopanina
- Frauental: Horní Pohled
- Frauenthal: Frantoly
- Frauschile: Brozánky
- Frei Hermersdorf: Svobodné Hermanice
- Freiberg (Mähren): Příbor
- Freidau: Frydava
- Freidorf: Ostré
- Freiheit: Antonínovo Údolí
- Freiheit an der Aupa: Svoboda nad Úpou
- Freiheitsau: Háj ve Slezsku
- Freiheitsberg: Svobodín
- Freihöls: Stará Lhota
- Freihofen: Poltište nad Labem
- Freistadt: Fryštát / Karviná (Karviná)
- Freistadt an der Olsa: Fryštát
- Freistein: Podhradí nad Dyjí
- Freistein über Schaffa: Frejštejn
- Freiung, bij Klösterle: Lipka
- Freiwaldau: Jeseník (tot 1947 Frývaldov)
- Freudenberg: Veselé
- Freudenheim: Veselíčko
- Freudenthal: Bruntál
- Friedau, bij Friedberg: Frýdava (Předmostí)
- Friedberg (an der Moldau): Frymburk
- Friedberg (Duits ook: Mistek): Místek (Frýdek-Místek)
- Friedeberg: Žulová (tot 1948: Frýdberk)
- Friede(c)k: Frýdek (Frýdek-Místek)
- Friedeck-Friedberg: Frýdek-Místek
- Friede(c)k-Mistek: Frýdek-Místek
- Friedenau: Frýdnava
- Friedenthal: Strachovice
- Friedersreuth: Pastviny
- Friedland an der Mohra (Frýdlant nad Moravicí): Bridličná nad Moravicí
- Friedland an der Ostrawitza: Frýdlant nad Ostravicí (Frýdek-Místek)
- Friedland (Isergebirge): Frýdlant v Čechách (Liberec)
- Friedrichsau: Bedřichov (Bedřichovice)
- Friedrichschlag, bij Rauhenschlag: Bedřichov
- Friedrichsdorf: Bedrichov (Jihlava) / Bedřichovice (Louny)
- Friedrichswald über Gablonz: Bedřichov
- Friedrichswald bei Rokitnitz: Friedrichswald u Rokytnice
- Freisedorf: Brezda
- Frischau: Frýsava na Státní Dráze
- Frischwasser: Čistá Voda
- Fritschowitz: Frycovice
- Frobelhof: Froblov
- Fröhlichsdorf: Brocno
- Frohnau: Vranov
- Frollersdorf über Grusbach: Frélichov
- Froschelsdorf über Schiltern:
- Frühbuß: Přebuz
- Frysztat: Karviná
- Fuchsberg: Lišcí Hora
- Fuchsberg: Červené Dřevo
- Füllersdörfel: Vesnička
- Füllstein: Fulštejn
- Fünfhunden: Pětipsy
- Fünfzighuben (Kreis Bärn): Padesát Lanů
- Fürstenhut: Knížecí Pláně
- Fürstenwalde: Knížecí
- Fürthel: Brudek
- Fugau über Neusalza-Spremberg: Fukov
- Fulnek: Fulnek
- Fussdorf: Nový Rounek

## G
- Gabersdorf: Libeč
- Gabel an der Adler: Jablonné nad Orlicí
- Gabhorn: Javorná
- Gablonz an der Neiße: Jablonec nad Nisou
- Gabrielahütten: Gabrielina Huť
- Gabrielenhof: Gabrielka
- Gängerhof: Chodov
- Gärten bei Rumburg: Zahrady u Rumburku
- Gässing: Jesen
- Gaischwitz: Kýšovice
- Gaisdorf (Kreis Bärn): Kyžlirov
- Gaiwitz: Kyjovice
- Galtenhof: Branka
- Galtenstallung: Jalový Dvůr
- Gamnitz: Jemnice
- Gansau: Pravetín
- Gansauerhaid: Pravětínská Lada
- Garschönthal: Úvaly
- Gartitz: Skorotice
- Gassnitz: Jesenice
- Gastorf: Hoštka
- Gatterschlag: Kačlehy
- Gauendorf: Mokré
- Gaya: Kyjov
- Gayer: Gajer
- Gayerruckberg: Gayruk
- Gebirgsneudorf: Nová Ves v Horách
- Gefild: Kvilda
- Gehae: Háj
- Gehäng: Láz
- Geierle, bij Duschowitz: Kavrlik
- Geiersberg: Jankovice
- Geiersberg (Kyšperk): Letohrad
- Geiersgraben: Čertův Důl
- Geisleiten: Kozí Stráň
- Geislersfeld: Lomy
- Geltschbad, Bad Geltschberg: Lázně Jeleč
- Georgendorf: Český Jiřetín
- St. Georgenthal: Jiřetín pod Jedlovou
- Georgendorf: Jiřice
- Georgengrund: Jiřský Důl
- Georgenthal: Jiřetin pod Bukovou
- Georgswalde: Jiříkov
- Geppersdorf: Kopřinov / Linhartovy
- Geppertsau: Údolná
- Geppertsau (Kreis Bärn): Keprtovice
- Gerbetschlag: Herbertov
- Gereuthern: Jitronice (Křoviště)
- Gerlhütte: Gerlova Huť
- Gersdorf: Kerhartice / Mezihoří / Loučná
- Gerten: Krty
- Gesen: Jesení
- Geserzen: Jezerce
- Gesmesgrün: Osvinov
- Gesna: Jesná
- Gessing: Jesíky
- Gesteinigt: Kamenná
- Gestob: Ždov
- Geweihtenbrunn: Boží Voda
- Gewitsch: Jevíčko
- Gibacht: Pozorka / Herštejnské Chalupy
- Gibian: Jivjany
- Giebau: Jívová
- Giessdorf: Jišterpy
- Giesshübel: Kyselov
- Gießhübel: Olešnice v Orlických Horách
- Gießhübel: Stružná
- Gießhübel: Boršov
- Gießhübel-Puchstein: Kyselka
- Gießhübl-Sauerbrunn: Kyselka
- Gillowitz: Horní Jílovice
- Gilschwitz über Troppau: Kylešovice
- Girsch: Krsy
- Girschen: Jeren
- Girschowa: Krsov
- Girsig: Jiříkov
- Gitschin: Jičín
- Glasau: Neblašov
- Glasberg: Sklená
- Glaselsdorf: Skelné
- Glasern: Klažary
- Glashütten: Skláre / Skelné Hute / Skelná Huť
- Glasshütten: Skelná Huť
- Gleimen: Hliněná
- Glemkau: Hlinka
- Glieden: Liden
- Glitschau: Klícov
- Glöckelberg: Zvonková
- Glomnitz über Troppau: Hlavnice
- Glosau: Dlažov
- Gmünd: České Velenice
- Gnadlersdorf: Hnanice
- Gnoiz: Hnojice
- Gobitschau über Sternberg: Chabičov
- Goblenz: Kobylnice
- Godrusch: Jadruž
- Göding: Hodonín
- Göhe: Háj
- Göhren: Klíny
- Göllitz: Jedlice
- Görkau: Jirkov
- Gösen: Kadaňská Jesen
- Göttersdorf bei Görkau: Bolebor
- Goitein: Kojetín
- Gojau: Kájov
- Goldbach: Zlatý Potok
- Goldberg: Zadní Bor
- Goldberg: Zlatá
- Goldbrunn: Balda
- Goldbrunn: Zlatá Studna
- Golddorf: Libavské Údolí
- Goldenhöhe: Zlatý Kopec
- Goldenfluss: Horní Hedec
- Goldenkron: Zlatá Koruna (Corona Aurea, Corona Spinea)
- Goldenöls: Zlata Olešnice
- Goldenstein (Kolštejn): Branná u Šumperka
- Goldwag: Otín
- Gollitsch: Kaliště
- Gollnetschlag: Klení
- Goltsch Jenikau: Golčův Jeníkov
- Gosel: Kozly
- Gosolup: Horní Kozolupy
- Goslau: Kozlov
- Gossau: Kosov
- Gossengrün: Krajková
- Gostl: Podivín
- Gotschdorf über Jägerndorf: Hoštálkovy ve Slezsku
- Gottesgab: Boží Dar
- Gottmannsgrün: Trojmezí
- Gottschau: Kočov
- Graben: Ondřejov
- Graben: Strouhy
- Graber: Kravaře v Čechách
- Gradlitz: Hradiště u Dvora Králové
- Gradlitz (im Königreichwald): Choustníkovo Hradiště
- Gräfenberg: Lázně Jeseník
- Graendorf: Hradec nad Svitavou
- Gränzdorf: Hraničky
- Gränzendorf: Bedřichov
- Grätz: Hradec nad Moravicí
- Grätz über Troppau: Hradec ve Slezsku
- Grafendorf bei Grusbach: Hrabětice
- Grafendorf: Hrabětice
- Grafendorf: Hrabětice
- Grafenried: Lučina
- Grambach: Krampachy
- Granesau: Chranišov
- Granzgrund: Hraničná
- Grasengrün: Hájek
- Grasfurt: Brod
- Graslitz: Kraslice
- Grasset: Jehličná
- Gratz: Hradec
- Gratzen: Nové Hrady
- Graupen: Krupka
- Grenzbach: Hraniční Potok
- Greifendorf: Hradec nad Svitavou
- Grenzdörfel: Pomeznice
- Griesbach: Křemenitá
- Grilling: Cvrčkov
- Grillenau: Cvrčovice
- Gromaling: Kramolín
- Groschau: Chraštany
- Groß Aujezd: Velký Újezd
- Groß Aupa: Velká Úpa
- Groß Aurim: Velký Uhřínov
- Groß Bechar: Běchary
- Groß Beranau: Bradlo
- Groß Bistrzitz: Valašská Bystřice
- Groß Bitesch: Velká Bíteš
- Großblatzen: Blatce
- Gross Bocken: Velká Bukovina
- Groß Borowitz: Borovnice u Staré Paky
- Groß Bürglitz: Velky Vreštov
- Groß Bukovina: Velká Bukovina
- Groß Butschin: Velká Bučina
- Groß Cakowitz: Čakovice
- Groß Cekau: Čakov
- Groß Cermna: Velká Čermná nad Orlicí
- Groß Chrastitz: Chraštice
- Groß Czernosek: Velké Žernoseky
- Groß Darkowitz: Darkovice
- Groß Dittersdorf (Kreis Bärn): Čermná na Moravě
- Groß Domanin: Domanín
- Groß Drewitsch: Velký Dřevíč
- Groß Drossen: Bučí
- Groß Drossen: Velké Strazne
- Groß Gallein: Daleké Popelice
- Groß Gorschin: Velký Horšín
- Groß Gropitzreith: Velký Rapotín
- Groß Grünau: Velký Grunov
- Groß Gürsch: Krsy
- Groß Hammer: Hořejší Hamr
- Groß Heilendorf: Postřelmov
- Groß Heinrichschlag: Velký Jindřichov
- Groß Hermsdorf: Hermanice
- Groß Herrlitz: Velké Heraltice
- Groß Herrndorf: Kněžice
- Groß Hluschitz: Hlušice
- Groß Holetitz: Holedec
- (Groß) Horeschowitz: Hořešovice
- Groß Hoschütz: Velké Hoštice
- Groß Hubina: Velky Hubenov
- Groß Hycitz: Malé Hydčice
- Groß Jentsch: Jenec
- Groß Jirna: Jirny
- Groß Jober: Velká Javorská
- Groß Karlowitz: Velké Karlovice
- Groß Kaudern: Chuderov
- Groß Klecan: Klecany
- Groß Kletzan: Velké Klecany
- Groß Koschatka: Košatka
- Groß Kostomlat: Kostomlaty nad Labem
- Groß Krosse: Velká Kraš
- Groß Kuchlitz: Malý Chuchelec
- Groß Kunzendorf: Velké Kuncice nad Ostravicí
- Groß Kunzendorf: Velké Kunětice
- Groß Lhotta: Poldovka
- Groß Lippen: Lipno
- Groß Losenitz: Velká Losenice
- Groß Lowtschitz: Lovčice
- Groß Lubigau: Malý Hlavákov
- Groß Maierhöfen: Velké Dvorce
- Groß Meierhöfen: Velké Dvorce
- Groß Mergthal: Velký Mergtál
- Groß Meseritsch: Velké Meziříří
- Groß Mohrau: Velká Morávka
- Groß Morschin (Gross-Morzin): Morina
- Groß Nehwist: Nehvizdy
- Groß Niemtschitz: Velké Němčice
- Groß Olbersdorf: Velké Albrechtice
- Groß Olkowitz: Oleksovice
- Groß Opatowitz: Velké Opatovice
- Groß Opolan: Opolany
- Groß Orzechau: Velký Ořechov
- Groß Otschehau: Očihov
- Groß Pantschen: Velký Pecín
- Groß Petersdorf: Vražné
- Groß Peterswald: Velké Petřvald na Moravě
- Groß Petrowitz: Petrovice
- Groß Pohlom: Velká Polom
- Groß Poidl: Kremacov
- Groß Poric: Velké Poříčí
- Groß Priesen: Velké Březno
- Groß Przilep (Groß Pschilep): Kamýk
- Groß Pulitz: Pulice
- Groß Raden: Radim
- Groß Rammerschlag: Velký Ratmířov
- Groß Ritte: Hylváty
- Groß Rogau: Velký Radkov
- Groß Schinian: Bedrc
- Groß Schönau: Velký Šenov
- Groß Schönthal: Malé Krásné
- Groß Schüttüber: Malá Sitbor
- Groß Schwadowitz: Velké Svatoňovice
- Groß Seelowitz: Židlochovice / Unkovice
- Groß Semtin: Semtín
- Groß Senitz: Senice na Hané
- Groß Siehdichfür: Velké Hledsebe
- Groß Skal: Hrubá Skála
- Groß Spinelsdorf: Velká Lesná
- Groß Steurowitz: Starovice
- Groß Stiebnitz: Velká Zdobnice
- Groß Stohl: Velká Štola
- Groß Strodau: Velký Stradov
- Groß Tajax: Dyjákovice
- Groß Teinitz: Velký Týnec
- Groß Temelin: Temelín
- Groß Trestny: Velké Tresné
- Groß Tschakowitz: Čakovice
- Groß Tschernitz: Velká Černoc
- Groß Tschochau: Rehlovice
- Groß Ullersdorf: Velké Losiny
- Groß Umlowitz: Omlenice
- Groß Uretschlag: Černíkov
- Groß Urhau: Ořechov
- Groß Wallstein: Velký Valštejn
- Groß Walten: Velký Valtínov
- Groß Waltersdorf (Kreis Bärn): Velká Střelná
- Groß Wehlen: Velká Vele
- Groß Werscheditz: Verušice
- Groß Wisternitz: Bukovany
- Groß Witschitz: Nové Trebčice
- Groß Wonetitz: Bonetice
- Groß Wonetitz: Staré Sedlo
- Groß Wosek: Velký Osek
- Groß Woslawitz: Oslavice
- Groß Wosnalitz: Osinalice
- Groß Wrbka: Hrubá Vrbka
- Groß Wschelis: Velké Všelisy
- Groß Würben: Velké Vrbno
- Groß Würbka: Hrubá Vrbka
- Groß Zdikau: Zdíkov
- Groß Zernosek: Velké Žernoseky
- Groß Zmietsch: Smedeč
- Grosser Osser (Berg): Ostrý
- Großaupa: Pec Pod Snežkou
- Großblatnitz: Blatnice pod Svatým Antonínkem
- Großdorf: Velká Ves
- Großdorf bei Braunau: Velkoves u Broumova
- Grosse: Hrozová
- Großenteich: Velký Rybník
- Großfürwitz: Vrbice
- Großglockersdorf: Velký Klokočov
- Großgropitzreith: Velký Rapotín
- Großhaid: Velký Bor
- Großhammer: Velké Hamry
- Großkarlowitz: Velké Karlovice
- Großloh: Velký Luh
- Großlohowitz: Hlohovice
- Großmallowa: Velký Malahov
- Großmalowitz: Malovice
- Großmeseritsch: Velké Meziříčí
- Großnepodritz: Velké Nepodřice
- Großpopowitz: Velké Popovice
- Großschönau: Velký Šenov
- Großpriesen: Velké Březno
- Großtschekau: Čakov
- Großurhau: Ořechov
- Großwisternitz: Velká Bystrice
- Großwasser (Kreis Bärn): Hrubá Voda
- Großwossek: Velký Osek
- Grottau: Hrádek nad Nisou
- Grün: Zelená Lhota / Louka
- Grün bei Asch: Doubrava
- Grünberg (Berg): Zelená Hora
- Grünberg: Nová Studnice
- Grünbergerhütte: Zelenohorská Huť
- Grünlas: Loučky
- Grünthal: Želený Důl
- Grünwald: Pastviny
- Grünwald an der Neiße: Grünwald nad Nisou
- Grulich: Králíky
- Grumberg: Město Podlesí (voorheen: Krumperky)
- Grunddorf: Dlouhá Ves
- Grusbach: Hrušovany nad Jevišovkou
- Gschwendt: Švendov
- Gsenget: Pomezí
- Gügel: Bukovina
- Güntersdorf: Huntířov u Dvoravé
- Gürsch: Krsy
- Guldenfurth: Brod nad Dyjí
- Gumplitz: Kumpolec
- Gumpolds (ook Humpoletz): Humpolec
- Gundersdorf (Kreis Bärn): Guntramovice
- Guratin: Krtín
- Gurdau: Kurdějov
- Gurein: Kuřim
- Gurim: Kouřim
- Gurschdorf bei Jauernig: Skorošice
- Gurschim: Koren
- Guscht: Kuscht
- Gut Tomashof:
- Gut Wellowitz: Bílovice
- Gutbrunn: Dobrá Voda
- Gutenfeld: Dobruška
- Guthausen: Dobrá na Šumavě
- Guttenfeld: Dobré Pole
- Gutwasser: Dobrá Voda

## H
- Haan: Háj u Duchcova
- Haardt: Staré Hobzí
- Haartch über Ratibor: Hat u Opavé
- Haatsch: Hať
- Habakladrau: Hadrové Kladruby
- Haber: Habřina
- Haberdorf: Ovesná
- Habern: Habry
- Habersbirk: Habartov
- Habicht (Kreis Bärn): Jestřabí
- Hablesreith: Havlov
- Habstein (ook Habichstein): Jestřebí u České Lípy
- Hackenhäuser: Sekerské Chalupy
- Hafnern: Klení
- Härtlings: Horepník
- Hagengrün: Zeleny Háj
- Hagensdorf: Ahníkov
- Haid: Bor
- Haida: Nový Bor
- Haidberg, bij Wadetschlag: Vresna
- Haidl: Lomek
- Haidl am Ahornberg: Zhurí
- Haindorf: Hajnice
- Haindorf (Isergebirge): Hejnice
- Hainspach: Hanšpach / Lipová u Šluknova
- Halbgebäu: Podilna
- Halbmeil:Rozhraní
- Halbstadt: Meziměstí
- Hallenkau: Halenkov
- Hals: Halže
- Hammer (b. Leutensdorf): Hamr u Litvínova
- Hammer am See: Hamr na Jezere (ook: Hamr pod Ralskem)
- Hammerhäuseln: Hamrníky
- Hammern: Hamry
- Hamstein: Hamstejn
- Hannersdorf: Jindrišská
- Hannsdof: Hanušovice
- Hardetschlag: Hartunkov
- Hareth: Hořany
- Harlosee: Horní Polžice
- Harrachsdorf (Riesengebirge): Harrachov
- Harta bei Hohenelbe: Harta u Vrchalbí
- Hartenberg: Hartenberk
- Hartessenreuth: Hartousov
- Hartmanitz: Hartmanice
- Hartmannsgrün: Hartmanov
- Harzdorf: Starý Harcov
- Haschowa: Hašov
- Haselbach: Haselbach na Šumavě
- Haselbach: Lísková
- Haselberg: Lískovec
- Haselberg: Lískovec
- Haslau: Hazlov
- Haslicht (Kreis Bärn): Varhost
- Hatschein: Hejčín
- Hatzles: Hodslav (Haclov)
- Hauenstein: Haunštejn
- Hauptmannsdorf: Hejtmánkovice
- Hausdorf über Neutitschein: Hukovice u Suchdola
- Hawlovitz: Havlovice
- Hawran: Havran
- Hefenstein: Sedlo
- Hegeholz: Hajništé
- Hegewald: Hajnište
- Heideburg: Borohrádek
- Heidenpiltsch (Kreis Bärn): Bilcice
- Heidenstein: Kámen
- Heidles: Borek
- Heilbrunn: Hojná Voda
- Heiligen: Světce
- Heiligenberg: Svatý Kopeček (Kopeček u Olomouce)
- Heiligenkreuz bei Weißensulz: Újezd Svatého Kríže
- Heiligenkreuz bei Plan: Chodský Újezd
- Heiligenkreuz bei Eger: Svatý Kříž
- Heiligenkreuz bei Deutschbrod: Svatý Kříž
- Heiliger Berg: Svatá Hora
- Heinersdorf am Jeschken: Hluboká
- Heinersdorf an der Tafelfichte: Jindřichovice pod Smrkem
- Heinrichs: Velká Bíteš
- Heinrichschlag: Jindriš
- Heinrichsdorf (Heinrichsdörfel): Kuzová / Jindřichova Ves
- Heinrichsgrün: Jindřichovice v Krušných horách
- Heinrichsheid: Jindřichovice
- Heinrichsöd: Hrdonov
- Heinzendorf: Hynčice
- Hejcin: Hejčín
- Helmbach: Michlova Huť
- Hengstererben: Hrebecná
- Henneberg: Heneberky
- Hennersdorf: Dubnice pod Ralskem
- Hennersdorf: Jindřichov
- Hennersdorf: Dolní Branna
- Heralditz: Heraltice
- Herdliw: Hrdlív
- Herlsdorf (Kreis Bärn): Heroltovice
- Hermanitz bei Trautenau: Heřmanice nad Labem
- Hermanitz: Heřmanice u Chocne
- Hermannschlag: Kurí
- Hermannseifen bei Arnau: Heřmanovy Sejfy
- Hermannsgrün: Heřmanov
- Hermannshütte: Heřmanova Hut
- Hermannstadt: Heřmanovice
- Hermannstädtel: Heřmanův Městec
- Hermannsthal: Jeřmanice
- Hermersdorf: Kamenná Horka / Heřmanov /Temenice
- Hermsdorf: Heřmánkovice
- Hermsdorf (Kreis Bärn): Hermanky
- Hermsdorf (Kreis Friedland]): Heřmanice
- Herrlich: Hrdlovka
- Herrnberg: Pánský Vrch
- Herrnskretschen: Hřensko
- Herscheditz: Herstosice
- Herschichlau: Hrešihlavy
- Hertine: Rtyne nad Bílinou
- Herzogwald: Lesy, voorheen: Hercivald
- Hesselsdorf: Hošťka
- Hetschigau: Hoštickov
- Hettau: Drinek
- Heuhof: Sruby
- Heuraffl: Hejrov
- Hielgersdorf: Severní
- Hillemühl: Hilluv Mlýn
- Hillersdorf: Holčovice
- Himmelreich, vroeger ook Egrisch Reuth: Nebesa (tegenwoordig een woonwijk van Aš)
- Himmlisch Ribnai: Nebeská Rybná
- Hinterglöckelberg: Zadní Zvonková (Zadní Zvonkov, Zadní Glöckelberg)
- Hinterhaid, bij Altspitzenberg: Zadní Bor
- Hinterhammer: Zadní Hamry
- Hinterhäuser: Zadní Chalupy
- Hinterheuraffl: Zadní Výton
- Hinterkotten: Zadní Chodov
- Hinterstift: Bližší Lhota
- Hinterstift: Další Lhota
- Hinterstift: Zadní Hamry
- Hinterstrietesch: Zadní Střítež
- Hinterwaldheim: Zadní Zahájí
- Hinterwasser: Zárecí
- Hinterzinnwald: Zadní Cinvald
- Hintring: Zahvozdi
- Hirschberg am See: Doksy u Máchova Jezera
- Hirschbergen: Jelení
- Hirschenstand: Jelení
- Hirschfeld: Polná
- Hlinsko am Hostein: Hlinsko pod Hostýnem
- Hlinsko: Hlinsko v Čechách
- Hlussowitz: Hlušovice
- Hniemitz: Hnevnice
- Hobschowitz: Hobšovice
- Hoch Aujest: Vysoký Újezd
- Hoch Chlumetz: Vysoký Chlumec
- Hoch Semlowitz: Velké Semnevice
- Hochberg, Weiler, bij Obergallitsch: Morašov
- Hochchwojno: Vysoké Chvojno
- Hochdobern über Bodenbach: Dobrná
- Hochficht (Berg): Smričina
- Hochgarth: Obora
- Hochhofen: Vysoká Pec
- Hochlibin: Libyně
- Hochlibin: Vysoká Libyne
- Hochmorschin: Morina
- Hochofen: Vysoká Pec
- Hochpetsch: Bečov
- Hochsemlowitz: Semněvice
- Hochstadt an der Iser: Vysoké nad Jizerou
- Hochstein bei Hohenstadt: Hoštýn u Zábřeha
- Hochwald: Hukvaldy
- Hochwald, bij Richterhof: Havalda Hvozd
- Hochwesseln: Vysoké Veselí
- Hodenitz: Hodonice
- Hodnitz-Tasswitz: Hodonice-Tasovice
- Hodolein: Hodolany
- Hodonin, bij Zdikovec: Hodonín
- Hödlwald, bij Kalsching: Hejdlov
- Höfen: Dvory / Hradiště / Dvorce
- Höflas: Dvořek
- Höflein: Hevlín
- Höll: Osvinov
- Höll(en)hof: Peklo
- Höritz (im Böhmerwalde): Hořice na Šumavě
- Hörschin: Hrzín
- Hörsin: Hrzín
- Hörwitz, Hörwitzel: Hořičky
- Hof (Kreis Bärn): Dvorce
- Hohen-Zetlisch: Vysoké Sedlište
- Hohenbruck: Třebechovice pod Orebem
- Hohenelbe: Vrchlabí
- Hohenfeld: Vysoké Pole
- Hohenfurth an der Moldau: Vyšší Brod (vroeger ook: Altum Vadum)
- Hohenjamny: Vysoké Jamné
- Hohenmauth: Vysoké Mýto
- Hohenrentsch: Revničov
- Hohenschlag: Vysoká
- Hohenseibersdorf (Altvater): Vysoké Žibridovice
- Hohenstadt (an der March): Zábřeh (na Moravě)
- Hohenstegen: Vysoké Lávky
- Hohenstein: Unčín
- Hohenstollen: Vysoká Štola
- Hohentann: Vysoká Jedle
- Hohentrebetitsch: Vysoké Trebusice
- Hohenwald: Výškov
- Hoher Schneeberg (Berg): Děčínský Sněžník
- Hohlen: Holany
- Hoihäuser: Seníky
- Holaschowitz: Holašovice
- Holitz: Holice (v Čechách)
- Holitz: Holice (u Olomouce)
- Holitzer Kegel (Berg): Homole
- Holleischen: Holýšov
- Holletitz: Hodousice
- Holleschau: Holešov
- Hollezrieb: Holostřevy
- Holstein: Holštejn
- Holzbach: Plavno
- Hollitz: Holice
- Holzbachlehen: Léno
- Holzhof: Dřevíkov
- Hombok (Kreis Bärn): Hlubočky
- Honau: Hanov
- Honnersdorf: Jindřichov
- Honnersgrün: Hanušov
- Honositz: Honezovice
- Hopfendorf: Chmelík
- Hora, Ort zu Ziering, Bez. Kaplitz: Harachy, Hora
- Horatitz: Horetice
- Horaschdowitz: Horažďovice
- Horauschen: Horoušany
- Horkau: Hůrka
- Horn: Hory
- Hornschlag, bij Minichschlag: Hodoň
- Horosedl: Hořesedly
- Horschelitz: Hořelice
- Horschenz: Hořenec
- Horschepnik: Hořepník
- Hoschialkowitz über Ratibor: Hoštálkovice
- Horschitz: Horice v Podkrkonoší
- Horschowitz: Horovice
- Hoschlowitz: Hašlovice
- Hoschtitz: Hoštice
- Hoslau: Hvoždany / Blato
- Hossen: Hostínov
- Hossenreith: Jenišov
- Hossenschlag: Hostínova Lhota
- Hostau: Hostouň (u Horšovského Týna)
- Hostaun: Hostouň
- Hosterlitz: Hosteradice na Moravě
- Hosterschlag: Clunek
- Hostomitz: Hostomice (nad Bílinou)
- Hostein: Hostýn
- Hostowitz: Hostomice (Beroun) / Hostovice (u Pardubic)
- Hotzendorf: Hodslavice
- Hotzenplotz: Osoblaha
- Hrabin: Hrabyne
- Hradzen: Hradec u Stoda
- Hrobschitz: Hrobcice
- Hrochow-Teinitz: Hrochův Týnec
- Hronow: Hronov
- Hrottowitz: Hrotovice
- Hruschau: Hrušov nad Jizerou
- Hruschowan: Hrušovany
- Hrzibowetz:
- Hubene, bij Mugrau: Huběnov
- Hüblern: Houžna
- Hühnerwasser: Kuřivody
- Hut: Klobuky
- Hüttel: Chaloupky
- Hüttenberg: Pastviny
- Hüttendorf: Huťe
- Huttendorf: Zálesní Lhota
- Hüttenhof: Huťský Dvůr
- Hüttmesgrün: Vrch
- Hulken: Hluk
- Hullein: Hulín
- Hultschin: Hlučín
- Hummel über Aussig: Homole
- Hummelberg: Tremsin
- Humwald: Chlum
- Hundorf: Hudcov
- Hundorf: Pohorsko
- Hundshaberstift: Bozdova Lhota
- Hundsnursch: Koryto
- Hundsruck, bij Schönfelden: Hřbítek
- Hungertuch: Hladov
- Huntir: Huntířov
- Hurkau: Hůrky
- Hurkenthal: Hůrka (Česká Huť)
- Hurkenthal: Stará Hůrka
- Hurschippen, Rotte, bij Böhmisch Gillowitz: Horipna
- Hurschk: Hoštec
- Hurz bei Manetin: Horec
- Huschitz: Hoštice, ook Šumavské Hoštice
- Hussinetz: Husinec
- Hustopetsch an der Betschwa: Hustopeče nad Bečvou
- Husyigma:
- Hutberg: Hony

## I
- Igel: Jihlava (rivier)
- Iglau: Jihlava (stad)
- Imichen: Mchov
- Imlikau: Jimlíkov
- Imling: Jimlín
- Inchau (Innigen, Innichen): Mchov
- Ingrowitz: Jimramov
- Innergefild: Horská Kvilda
- Innichen: Mchov
- Innozenzidorf: Lesné
- Inselthal: Ostrůvek
- Inselthaler Glashütte:
- Irresdorf: Hostinov
- Irrgang: Bludná
- Irritz: Jiřice u Miroslavi
- Irsieglern bij Böhmisch Gillowitz: Jirickov

## J
- Jaberlich: Javorník
- Jablonetz (Riesengebirge): Jablonec nad Jizerou
- Jablunkau: Jablunkov
- Jäckelthal: Jacklovo Údolí
- Jägerndorf: Krnov
- Jägersdorf: Lada (Česká Lípa)
- Jaktar: Jaktar
- Jamnei an der Adler: Jamné nad Orlicí
- Jamnitz: Jemnice
- Jandles: Mošna
- Janegg: Jeníkov
- Janessen: Jenišov
- Jankau: Jankov
- Janketschlag: Hostínov
- Janowitz: Slavkov
- Janowitz an der Angel: Janovice nad Úhlavou
- Janowitz bei Römerstadt: Janovice u Rýmarova
- Janowitz Markt: Vrchotovy Janovice
- Jansdorf: Janov
- Jarmeritz: Jaromerice nad Rokytnou
- Jaromer: Jaromer
- Jaronin: Jaronín
- Jarpitz: Jarpice
- Jassenka: Jasenka
- Jauernig: Javorník
- Jauernig Dorf: Ves Javorník
- Jechnitz: Jesenice u Rakovníka
- Jedomielitz: Jedomělice
- Jedownitz: Jedovnice
- Jeedl über Hohenstadt: Jedlí u Zábřeha
- Jelemek: Jelemka
- Jemnik: Jemníky
- Jenewelt: Onen Svet
- Jerawitz: Žeravice
- Jermer: Jaromer
- Jeschken (Berg): Ještěd
- Jeseney: Jesenný
- Jessenitz: Jesenice (u Prahy)
- Jetschin: Ješín
- Jettenitz: Detenice
- Jilow: Jílove
- Jinetz: Jince
- Jistebnitz: Jistebnice
- Jitschin, ook Gitschin: Jičín
- Joachimsdorf: Hlemýždí
- Joachimsthal (Sankt Joachimsthal): Jáchymov
- Jodhaüser, ook Jodlhäuser: Jodlovy Chalupy
- Jogsdorf: Jakubšovice nad Odrou
- Johannaburg: Johanka
- Johannesberg: Janovice / Honsberk / Janský Vrch / Janovka
- Johannesberg (Braunau): Janovičky
- Johannesberg (Isergebirge): Janov nad Nisou
- Johannesdorf: Janov / Janova Ves / Chotovice
- Johannesgunst: Janovice
- Johannesruh: Janovka
- Johannesthal: Janov u Krnova
- Johannesthal über Reichenberg: Janův Důl
- Johannesthal: Janské Údolí / Janov / Janův Důl
- Johannisbad: Janské Lázně
- Johannisbrunn: Janské Koupele ve Slezsku
- Johnsdorf: Habrovice / Janovice / Janov / Janovice / Janušov
- Johnssdorf über Brüx: Janov v Rudohoří
- Jokelsdorf über Landskron:
- Jokes: Jakubov
- Jonsbach über Kamnitz:
- Josefihütte: Josefinská Huť
- Josefschlag: Josefsko
- Josefsdorf: Josefov /Svobodna Ves
- Josefstadt: Josefov u Jaromere
- Josefsthal: Josefodol u Jablonce / Josefův Dul
- Joslowitz: Jaroslavice
- Judendorf: Židneves
- Judenwiese: Židová louka
- Jung Woschitz: Mladá Vožice
- Jungbuch (Riesengebirge): Mladé Buky
- Jungbunzlau: Mladá Boleslav
- Jungfern Berschan: Panenské Brežany
- Jungferndorf: Horní Les
- Jungferndorf bei Jauernig: Kobylá nad Vidnavkou
- Jungfernteinitz: Panenský Týnec
- Jungwoschitz: Mladá Vozice
- Juratin: Kuřojedy
- Jurau: Jírov

## K
- Kaaden: Kadaň
- Kabischowitz: Chabicovice
- Kaff: Plešivec
- Kahau: Kahov
- Kahudowa: Kohoutov
- Kahn über Bodenbach: České Chvojno
- Kaile: Kyje
- Kainratsdorf: Kondratice
- Kainretschlag: Konrátov
- Kaiserwalde: Cisarsky
- Kaitz: Kyjice
- Kaladei (Kalladay): Koloděje nad Lužnicí
- Kalenitz: Chválenice
- Kalkofen: Vápenka
- Kallendorf: Chvalovice
- Kallenitz: Kalenice
- Kallich: Kalek
- Kalling: Chvalín
- Kalisch: Kalište
- Kalsching: Chvalšiny
- Kalte Moldau (rivier): Studená Vltava
- Kaltenbach: Nové Huté
- Kaltenberg: Ryžovište
- Kaltenbirken: Záhořanky
- Kaltenbrunn: Petrejov
- Kaltenbrunn: Studánky
- Kaltwasser: Studená Voda
- Kalwitz: Kalovice
- Kamaik: Kamýk (Plzen)
- Kamberg: Kamberg
- Kameik: Lamýk nad Vltavou
- Kamena: Kamenná
- Kamenitz: Kamenice (u Jihlavy)
- Kamiegl: Kamýk
- Kamitz: Kamenka
- Kammerdorf: Lužná
- Kammersgrün: Lužec u Nejdku
- Kamnitz an der Linde: Kamenice nad Lipou
- Kanitz: Dolní Kounice
- Kapellen: Kaplice, Kapličky
- Kapellner: Kaplice
- Kapellner Waldhäuser, bij Heuraffl: Kaplické Chalupy
- Kaplitz: Kaplice
- Kapsch: Skapce
- Karbitz: Chabařovice
- Kardasch Retschitz: Kardašova Řečice
- Karlsbad: Karlovy Vary
- Karlsbad (Donitz): Donice
- Karlsberg über Freudenthal: Karlovec
- Karlsbrunn: Karle
- Karlsbrunn über Würbenthal: Karlsbrunn ve Slezsku
- Karlsburg: Kašperk (Hrad)
- Karlsdorf: Karlov
- Karlshöfen: Karluv Dvur
- Karlstein: Karlštejn, Karlův Týn
- Karlsthal über Würbenthal: Karlstál
- Karolinsfeld: Karlinky
- Karolinenthal: Karlín
- Karolinthal: Peklo
- Kartaus (Karthaus): Čertousy
- Karthaus-Walditz: Kartouzy-Valdice (bei Jicín)
- Kartousy: Horní Počernice
- Kartouze: Královo Pole
- Karwin (Karwina): Karviná
- Kaschitz: Kaštice
- Kassejowitz: Kasejovice
- Kastlern: Hradovy
- Katharinaberg (Sankt Katharinaberg): Hora Svaté Kateřiny (Okres Most)
- Katharinaberg (Katharinenberg): Kateřinský Kopec (Jičín)
- Katzengrün: Kaceřov
- Katharinadorf: Kateřina
- Katharinberg: Kateřinky u Liberce
- Katherein über Troppau: Kateřinky
- Katowitz: Katovice
- Katschitz: Kačice
- Katzendorf: Starojická Lhota
- Katzow: Kácov
- Kaunitz: Kounice
- Kaunowa: Kounov
- Kauthen: Kouty
- Kautz: Chouc
- Keilberg (Berg): Klínovec
- Kelch: Kalich
- Kellne: Včelná, ook Včelná pod Boubínem
- Ketten: Chotyn
- Kellersdorf: Šimanov
- Ketzelsdorf: Koclírov
- Ketzelsdorf bei Zwittau: Koclírov u Svitav
- Ketzelsdorf (Königreichw): Kocléřov u Dvora Králové
- Khaa: Kyjov
- Kiefergratschen: Borová Krčma
- Kien: Chýně
- Kienberg an der Moldau: Loučovice
- Kiesbach (Bach): Částá
- Kieselhof: Čkyně
- Kiesenreuth: Křížence
- Kiesleiten (Berg): Hora Křemelna
- Kieslingbach (Bach): Křemelná
- Killitz: Chylice
- Kinitz-Tettau: Vchínice-Tetov
- Kiowitz über Troppau: Kyjovice ve Slezsku
- Kirchberg: Kamen
- Kirchenberg (Kirchenbirg): Kostelní Bríza
- Kirchsassen bei Prag: Rudná u Prahy
- Kirchschlag: Světlík
- Kiritein: Křtiny
- Kirsch: Krsy
- Kirschbaum: Třešňovice (Třešňovec)
- Kirschschlag: Světlík
- Kirwein: Skrbeň
- Kiskamühle: Kečovský Mlýn (tegenwoordig een woonwijk van Prostiboř)
- Kitlitzdorf: Bukovany
- Kittlitz: Kitlice
- Kladen: Kladné
- Kladener Ruben: Kladenské Rovné
- Kladerlas: Kladruby
- Kladen: Kladno
- Kladrau: Kladruby (u Stříbra)
- Kladrub an der Elbe: Kladruby nad Labem
- Klammerloch: Bílá strž
- Klantandorf über Zauchtl: Kujavy
- Klattau: Klatovy
- Klattau Prager Vorstadt: Klatovy pražské předměstí
- Klattau Reichsvorstadt: Klatovy říšské předměstí
- Klattau Stadt: Klatovy město
- Klattau Vorstadt: Klatovy předměstí
- Klattau Wiener Vorstadt: Klatovy vídeňské předměstí
- Klein: Helvíkov
- Klein Aicha: Dubice
- Klein Augezd: Malý Újezd
- Klein Aurim: Benátky
- Klein Barchau (Klein Barchow): Barchůvek
- Klein Bieschitz: Zbešičky
- Klein Blatzen: Blatečky
- Klein Bocken: Malá Bukovina
- Klein Bösig: Bezdědice
- Klein Borowitz: Borovička
- Klein Bressel: Vraclávek
- Klein Bubna: Bubny
- Klein Bukovina: Malá Bukovina
- Klein Bukowa: Malá Buková
- Klein Cekau: Čakovec
- Klein Cerma: Malá Čermná nad Orlici
- Klein Chischka: Chyšky
- Klein Choteschau: Chotešovicky
- Klein Chotieschau: Chotešovicky
- Klein Czernosek: Lhotka nad Labem
- Klein Darkowitz: Darkovičky
- Klein Drossen: Malé Strážné
- Klein Fürwitz: Vrbička
- Klein Glockersdorf: Klokočůvek
- Klein Gorschin: Malý Horšín
- Klein Grabau: Hrabůvka
- Klein Grillowitz: Křídlůvky
- Klein Gropitzreith: Malý Rapotín
- Klein Han (Kleinhan): Malý Háj
- Klein Heide: Malý Bor
- Klein Heinrichschlag: Malý Jindřichov
- Klein Hermsdorf: Hermánky
- Klein Herrlitz über Jägerndorf 2: Malé Heraltice
- Klein Holetitz: Holedeč
- Klein Horeschowitz: Hořešovičky
- Klein Hoschütz: Malé Hoštice
- Klein Hubina: Malý Hubenov
- Klein Hycitz: Malé Hydčice
- Klein Iser (Wilhelmshöhe und Buchberg): Jizerka
- Klein Kahn: Malé Chvojno
- Klein Karlowitz: Malé Karlovice
- Klein Kaudern: Chuderovec
- Klein Kinitz: Kníničky
- Klein Körbitz: Malé Krhovice
- Klein Krosse: Malá Kraš
- Klein Kuchlitz: Malý Chuchelec
- Klein Kunzendorf: Kunčičky
- Klein Lubigau: Malý Hlavákov
- Klein Maierhöfen: Malé Dvorce
- Klein Mallowa: Malý Malahov
- Klein Merathal: Mařeničky
- Kleinmohrau b. Hannsdorf: Malá Morava
- Klein Mohrau: Malá Morávka ve Slezsku
- Klein Nemcitz: Kupařovice
- Klein Nepodritz: Malé Nepodřice
- Klein Olkowitz: Oleksovičky
- Klein Otschehau: Očihovec
- Klein Petersdorf: Dolní Vražné
- Klein Peterswald: Harty
- Klein Plandles: Horní Pláne
- Klein Poidl: Podolícko
- Klein Popowitz: Modletice
- Klein Priesen (Kleinpriesen): Malé Březno
- Klein Rammerschlag: Malý Ratmírov
- Klein Sbosch: Malé Zboží
- Klein Schinian: Žínánky
- Klein Schöd (Klein Schüttüber): Malá Šitboř
- Klein Schönau: Janovka
- Klein Schokau: Malý Šachov
- Klein Schönhof: Krásný Dvorecek
- Klein Schönthal: Malé Krásné
- Klein Schüttüber: Malá Šitbor
- Klein Schwadowitz: Malé Svatoňovice
- Klein Semlowitz: Zámelíc
- Klein Senitz: Senička
- Klein Sichdichfür: Malá Hleďsebe
- Klein Skal: Malá Skála
- Klein Sliwno: Mečeříž
- Klein Spinelsdorf: Malá Lesná
- Klein Stiebnitz: Zdobnička
- Klein Stohl: Malá Štáhle
- Klein Tajax: Dyjakovičky
- Klein Tesswitz: Dobšice
- Klein Trestny: Malé Tresné
- Klein Tschernitz: Malá Černoc
- Klein Tschochau: Šachov
- Klein Umlowitz: Omlenice
- Klein Uretschlag: Dvořetín
- Klein Wallstein: Kraví Hora
- Klein Wanau: Vaňov
- Klein Wartenberg: Okříšky
- Klein Wehlen: Malá Velen
- Klein Werscheditz: Verušicky
- Klein Wonetitz: Boneticky
- Klein Würben: Malé Vrbno
- Klein Zdikau: Branišov
- Klein Zernoseky: Lhotka nad Labem
- Klein Zmietsch: Smedecek
- Kleinaupa: Malá Úpa
- Kleinbor: Malý Bor
- Kleindrossen: Malá Strašeň (Malé Strážné)
- Kleine Moldau(Bach): Vltavcky Potok
- Kleingrün: Drnovec
- Kleinlangenau: Malý Lanov
- Kleinnedanitz: Nedanicky
- Kleinpriesen: Malé Březno nad Labem
- Kleinschöd: Malá Šitbor
- Kleintschekau: Čakovec
- Kleinthal: Údolíčko
- Kleinzdikau: Zdíkovec
- Klemensdorf: Klimentov
- Klemensdorf: Lasvice
- Klentnitz: Klentnice
- Klentsch: Klenčí pod Čerchovem
- Kleppen: Klepná
- Klinge: Bystrice
- Klingen: Hlínová
- Klingenberg: Burg Zvíkov
- Klinghart: Křižovatka
- Klistau: Chlístov
- Klobauk: Klobouk
- Klobouk: Klobouky u Brna
- Klösterle an der Eger: Klášterec nad Ohří
- Klösterle: Klášterec
- Kloster: Klášter
- Klosterbruck: Louka
- Klosterdorf: Černé Budy
- Klostergrab: Hrob
- Klostermühle: Klášterský Mlýn
- Kloster Radisch: Klášterní Hradisko
- Klum: Chlum
- Klumtschan: Petrohrad
- Klutschau: Klucek
- Klutschenitz: Klučenice
- Knöba: Hněvín
- Knönitz: Knínice
- Knöschitz: Knežice u Podboran
- Koblau: Koblov
- Koblitz: Chobolice
- Kocourow: Kocourov
- Kochet: Kochanov
- Kodeschlag: Jenín
- Köberwitz: Kobeřice
- Köblau: Keblov
- Köln an der Elbe: Kolín
- Königgrätz: Hradec Králové
- Königinhof an der Elbe: Dvur Králové nad Labem
- Königliche Weinberger: Vinohrady
- Königreich Drei: Dolní Nemojov
- Königreich Zwei: Hájemství
- Königsaal: Zbraslav
- Kunigsberg (bei Zwittau): Královec
- Königsberg an der Eger: Kynšperk nad Ohrí
- Königsberg (Mähren): Klimkovice
- Königsfeld: Královo Pole
- Königsfilz (Moor): Chalupská slať
- Königshain: Kralovka
- Königshof: Králův Dvůr
- Königstädtel: Městec Králové
- Königswald: Libouchec
- Königswalde: Království u Šluknova
- Königswart (Bad Königswart): Lázně Kynžvart
- Königswerth: Královské Pořící
- Körber: Kosíre
- Körbitz: Krbice
- Kösteldorf: Rájec u Černavy
- Kofel: Kobelec
- Kohl Janowitz: Uhlírské Janovice
- Kohlbach über Stadt Olbersdorf: Kobylí u Krnova
- Kohlgruben: Jámy
- Kohlhau: Kolava
- Kohlheim: Uhlište
- Kohlstatt: Milíře
- Kojetein: Kojetín
- Kokaschitz: Kokašice
- Koken: Kohoutov
- Kokorow: Kokorov
- Koleschowitz: Kolešovice
- Kolin (vroeger ook: Kölln ob der Elbe): Kolín
- Kollautschen: Koloveč
- Kolleschowitz: Kolešovice
- Kolloredau: Koloredov
- Kolmberg, bij Zuderschlag: Plesivec
- Koloseruk Kolloseruk / Kolosoruk): Korozluky
- Kolmen: Chlum
- Kommern: Komořany
- Komorau: Komárov
- Komotau: Chomutov
- Komotau, Olomouc: Chomoutov
- Konin: Konin
- Konitz: Konice
- Konopischt: Konopište
- Konraditz: Kundratice
- Konrads: Klášter
- Konradsgrün: Salajna
- Konstadt: Mlýnská
- Konstantinsbad: Konstantinovy Lázně
- Kopain: Kopaniny
- Kopetzen: Kopec (tegenwoordig een woonwijk van Prostiboř)
- Kopitz: Kopisty
- Koralkow: Koralkov
- Koritschan: Korycany
- Korkonosch: Krkonoš
- Korkushütte, Korkushütten: Korkusova Huť
- Kornhaus: Mšec
- Kornitz bei Mährisch Trübau: Chornice
- Kornsalz: Prostřední Krušec
- Koschen: Košetice
- Koschuschein: Kožušany
- Kosel: Kozel or Kozly
- Koslau (Kreis Bärn): Kozlov
- Kosmacow: Kosmacov
- Kosmütz: Kozmice
- Kosolup: Kozolupy
- Kost: Kost
- Kostel (Kostl): Podivín
- Kosteletz am Kreutz: Kostelec u Krížku
- Kosteletz an der Moldau: Kostelec nad Vltavou
- Kostelzen: Kostelec
- Kosten: Koštany u Teplic
- Kostenblatt: Kostomlaty pod Milešovkou
- Kostomlat unterm Georgsberg: Kostomlaty pod Rípem
- Koteschau: Chotěšov
- Kotigau: Chotikov
- Kottiken: Chotíkov
- Kottomirsch: Chotimer
- Kottowitz: Kotovice
- Kottwitz bei Arnau: Chotévice
- Kotzehrad (Kotzerad, Kozehrad): Chocerady
- Kotzendorf über Freudenthal: Moravský Kočov
- Kotzoura: Kocourov
- Kozlau (über Stadt Liebau): Kozlov
- Kralowitz: Kralovice u Rakovníka
- Kralup an der Moldau: Kralupy nad Vltavou
- Kramitz: Chrámce
- Krasch: Krašov
- Kraschowitz: Krašovice / Chráštovice
- Kratschen: Libov
- Kratzau: Chrastava
- Krausebauden: Krauzovy Boudy
- Kreibitz: Chřibská
- Krems: Křemže
- Kremsier: Kroměříž
- Kremusch: Kremýž
- Krenschowitz (Krenschwitz): Chrancovice
- Kreppenschlag, Weiler zu Wolletschlag geh.: Křeplice
- Kresane: Kresanov
- Kreuz Kosteletz: Kostelec u Krížku
- Kreuzberg: Krucemburk (1949-1933: Křížová)  / Kružberk / Kríšová / Krížový Vrch
- Krhowa: Krhová
- Kriebaum: Vitěšovice
- Kriebaumkollern: Vitěšovičtí Uhlíři
- Kriegern: Kryry
- Kriegsdorf (Kreis Bärn): Vojnovice / Valšov
- Kriesdorf: Křižany
- Krinsdorf: Křižanov / Křenov
- Krima: Krimov
- Krippau: Skripova
- Krips: Křivce
- Krisch: Kríše
- Krischwitz: Krešice
- Krisowitz: Křížovice
- Kröna: Krenova
- Krönau: Křenov / Křelov
- Kromau: Moravský Krumlov
- Krombach über Zwickau: Krompach ve Čechách
- Kronau bei Mährisch Trübau: Krenov
- Krondorf: Korunní / Kamenec
- Krondorf-Sauerbrunn: Korunní Kyselka
- Kronland: Lanškroun
- Kronsdorf über Jägerndorf: Kronsdorf u Krnova
- Kronstadt: Kunštát u Orlického Záhoří
- Kropfetschlag: Klopanov
- Kropfschlag: Kropšlag, Mytiny
- Kropitz: Krapice
- Kropsdorf, bij Wieles, Bez. Kaplitz: Zábraní
- Krottensee: Mokrina
- Krugsreuth: Juchle
- Krummau, Krumau, Böhmisch-Krumau, Krummau an der Moldau: Český Krumlov
- Krumpüch über Hohenstadt (March): Chromec
- Krzisch: Kříše
- Krzy: Krsy
- Krzeschitz: Krešice
- Kschemusch: Kremyž
- Kschakau: Krakov
- Kscheutz: Kšice
- Kschiha: Cíhaná
- Kschiwsoudow: Křivsoudov
- Kubany-Urwald: Boubínský prales
- Kubitzen: Česká Kubice
- Kubohütten: Kubova Huť
- Kuchelna über Ratibor: Chuchelná
- Kühberg, bij Ober Langendorf: Chrepice
- Kührberg: Mezihorská
- Kugelwait: Kuklov
- Kukan: Kokonín / Kukonín
- Kukus: Kuks nad Labem
- Kulm (bei Karbitz): Chlumec (u Chabařovic)
- Kulsam: Odrava / Obilná
- Kumerau: Komárov
- Kummer: Hradčany
- Kummerpursch: Konobrže
- Kumrowitz: Komárov
- Kundratiz: Kundratice
- Kunewald über Neutitschein: Kunvald na Moravě/Kunín
- Kuniowitz: Kunejovice
- Kunkowitz: Kunkovice
- Kunnersdorf über Zwickau: Kunratice u Cvikova
- Kunnersdorf: Kundratice / Kunratice
- Kunnersdorfer Feldhäuser: Kunratické Polní Domky
- Kunstadt: Kunštát na Moravě
- Kunwald: Kunvald
- Kunzendorf bei Mährisch Trübau: Kunčina
- Kunzendorf (Kreis Bärn): Kunčice
- Kupferberg: Měděnec
- Kupferhübel (Berg): Mědník
- Kurschin: Koren
- Kurzweil (Schloss): Kratochvile (Zamek)
- Kuschwarda: Strážný (tot 1955 Kunžvart)
- Kutsch: Chudec
- Kuttenberg: Kutná Hora
- Kuttendorf: Chotineves
- Kuttenplan: Chodová Planá
- Kuttenplaner Schmelzthal: Chodovská Hut
- Kuttenschloß: Trhanov
- Kutterschitz: Chuderice
- Kuttnau: Chotenov
- Kuttowanka: Chotovenka
- Kuttowitz: Kotovice
- Kwiettenau: Květinov
- Kwitschowitz: Kvíčovice
- Kynžwart: Lázne Kynžvart
- Kysibl: Stružná

## L
- Laab: Labe
- Labant: Labuť
- Labau: Horní Libina
- Labau über Gablonz: Hutí
- Labes: Lobzy
- Lachenwitz, bij Ruckendorf: Lachovice
- Lackasee (meer): Jezero Laka
- Ladowitz: Ledvice
- Ladung: Loucná / Lesná
- Lämberg: Lvovo
- Lahowitz: Lahovice
- Lahrenbecher, bij Unterschlagl: Mlynec
- Laittau (Laitter): Rebrí
- Lampersdorf: Lampertice
- Landek: Otrocín
- Landschau über Frain: Lancov
- Landshut in Mähren: Lanžhot
- Landskron: Lanškroun
- Landstrassen: Silnice
- Lang Lammitz: Dlouhá Lomnice
- Lang Lhota: Dlouhá Lhota
- Lang Strobnitz: Dlouhá Stropnice
- Lang Ugest: Jenišuv Újezd
- Langenau über Haida: Skalicec u České Lípy
- Langenau: Dlouhý Luh
- Langenberg über Freudenthal: Dlouhá Strán
- Langenbruck: Olsina
- Langenbruck (b. Franzensbad): Dlouný Most
- Langenbruck Kr. Reichenberg: Dlouhomostí
- Langenbruck, bij Honetschlag: Olšina, ook: Dlouhé Mosty
- Langendörflas: Dlouhý Újezd
- Langendorf: Dlouhá Loučka
- Langendorf: Dlouhá Ves (Klatovy)
- Langenhauer Hegerhaus:
- Langenlutsch: Dlouhá Loucka
- Langentriebe: Dlouhá Třebová
- Langenwiesen: Dlouhá Louka
- Langgrün: Dlouhý Grün
- Lanz: Lomnice u Falknova nad Ohrí
- Lapitzdorf: Lipoltov
- Larischau: Láryšov
- Laschan: Lažany
- Laschan Desfours: Defurovy Lažany
- Laschan Enis: Lažany
- Laschkles: Blažkov
- Laske: Lazce (Olomouc)
- Laube: Loubí
- Laubendorf: Limberk
- Laucha: Louchov
- Laun: Louny
- Launitz: Lounice
- Lauterbach (Kaiserwald): Čistá u Rovné (voorheen: Město Litrbachy)
- Lauterbach bei Zwittau: Čistá u Litomyšle
- Lauterbach bei Falkenau: Čistá u Svatavy
- Lauterbach bei Graslitz: Čirá (voorheen: Litrbachy)
- Lauterbach bei Wüstseibersdorf: Potůčník
- Lautersdorf: Číštěves
- Lauterseifen: Pustá Rudná
- Lauterwasser: Čistá v Krkonoších
- Lautsch: Mladec
- Lautschim: Loučim
- Lautschnei: Loucná
- Lazan: Lažany
- Lechwitz: Lechovice
- Ledau (Leedau, Letau): Letov
- Ledetsch an der Sasau: Ledeč nad Sázavou
- Lehen: Léno
- Leibitsch: Liboc
- Leibnik: Lipník nad Bečvou
- Leierwinkel: Háje
- Leimgruben: Hlinky
- Leimsgrub: Hliniště
- Leipertitz: Litobratrice
- Leiter: Rebrí
- Leitersdorf: Litultovice
- Leitmeritz: Litoměřice
- Leitomischl (Leuthomischl): Litomyšl
- Lellowa: Lelov
- Leopoldsdorf: Leopoldov
- Leopoldshammer: Leopoldovy Hamry
- Lesche: Leština
- Leschowitz: Lechovice
- Leskau bei Plan: Lestkov
- Lesnitz: Lesnice u Zábřeha
- Lessau: Lesov
- Lettin: Letiny
- Lettowitz: Letovice
- Lewanitz: Levonice
- Lewin: Levín (u Litoměřic)
- Lhota bei Lipthal: Lhota u Vsetína
- Lhota, bij Zdikau: Lhota (Masakova Lhota?)
- Liban: Libán
- Libeschitz: Libešice u Žatce
- Libin: Libyne
- Libinsdorf: Karlov
- Libisch: Libiš / Libhošt
- Libitz an der Doubrawa: Libice nad Doubravou
- Libitz an der Zidlina: Libice nad Cidlinou
- Liblin: Liblín
- Liboch: Liběchov
- Libochowan: Libochovany
- Libochowitz: Libochovice
- Liboritz: Libořice
- Liboschan: Libočany
- Libotin: Libotyně
- Libschitz: Dobricany / Libešice
- Lichten: Lichnov u Bruntálu
- Lichtenau: Lichkov
- Lichtenberg: Studanka
- Lichteneck: Ktiška (Malá Ktiš, Malá Vitiš)
- Lichtenstadt: Hroznetín
- Lichtenstein (Lichtenstain): Moravský Krumlov (Zlín) / Líštany (Písek)
- Lichtenstein über Hannsdorf: Hroznětín
- Lichtenwerden (Lichtward): Světlá
- Liditzau: Liticov
- Liebau: Město Libavá
- Liebauthal: Dolní Libava
- Lieben: Liben
- Liebenau: Hodkovice nad Mohelkou / Libnov
- Liebenstein: Libá / Libštejn
- Liebenthal: Liptál ve Slezsku / Luboměř pod Strážnou
- Liebenthal (Kreis Bärn): Luboměr
- Lieberschitz: Libešice u Úštěku
- Lieberschitz bei Saaz: Libšice u Žatce
- Lieberhausen über Brüx: Libceves
- Liebeschitz: Libešice u Litomeric
- Liebeswar: Libosváry
- Liebisch: Libhošť
- Lieboritz: Libořice
- Liebotschan: Libocany
- Liebshausen: Libčeves
- Liebstadtl: Libštát
- Liedlhöfen (Siedlhöfen), bij Rothsaifen: Lidlovy Dvory (Sidlovy Dvory)
- Liessnitz: Hradiště
- Lieschwitz: Libešovice
- Lihn: Líne / Hlinné
- Liliendorf bei Znaim: Lilendorf
- Lindau: Lipná / Lipetín
- Lindberg: Lipová
- Linden: Lípa
- Linden, Weiler, bij Böhmisch Gillowitz: Linda, Machnatec
- Lindenau (Kreis Bärn): Lindava / Lipná
- Lindenhau: Lipová
- Lindewiese: Lipová-Lázně
- Lindig: Lípa
- Lindles: Mlynany
- Lindner Waldhäuser: Lindské Chalupy
- Linkau: Nynkov
- Linschen: Hlince
- Linsdorf: Těchonín
- Lintsch: Hlinec
- Linz: Mlýnec
- Lipen: Lipno nad Vltavou
- Lipkau: Libkov
- Lipnitz: Lipnice nad Sázavou
- Lipolz: Lipolec
- Lippen: Lipno nad Vltavou
- Liquitz: Libokovice v Krušných Horách
- Lischau: Lišov
- Lischin: Líšina
- Lischnitz: Lišnice
- Lischwitz: Libešovice
- Lisek: [[Lísek (Žďár nad Sázavou)|Lísek]]
- Liskowetz: Lískovec
- Lispitz: Blížkovice
- Lissa an der Elbe: Lysá nad Labem
- Lissowa: Lisov
- Litentschitz: Litenčice
- Lititz: Litice nad Orlicí
- Litschau: Licov
- Litschkau: Líckov
- Littau: Litovel
- Litten: Liteň
- Littmitz: Litmice u Chodova
- Lobeditz: Zlovedice
- Lobendau: Lobendava
- Lobenstein über Jägerndorf: Úvalno
- Lobes: Lobeč
- Lobeskirchen: Horní Cerekev
- Lobiesching, Gemeinde, mit Ottau, Lobieschinger Ruben, Ruben, Schömern: Lověšice
- Lobieschinger Ruben, bij Lobiesching: Lovesicke Rovne
- Lobnig: Lomnice u Rýmarova
- Lobositz: Lovosice
- Lobs: Lobzy
- Loch: Dolina
- Lochowitz: Lochovice
- Lochutzen: Lochousice
- Lodenitz bei Pohrlitz: Loděnice u Pohorelic
- Lohhäuser: Slatina
- Lohm bei Weseritz: Lomy
- Lohm bei Mies: Lom u Stříbra
- Lohm bei Tachau: Lom u Tachova
- Lohma: Horní Lomany
- Lometz: Lomec
- Lomisgdorf über Hohenstadt: Dlouhomilov
- Lomnitz: Lomnice (u Tišnova)
- Lomnitz an der Lainsitz: Lomnice nad Lužnicí
- Lomnitz an der Popelka: Lomnice nad Popelkou
- Loosch: Lahošt
- Lopatne, bij Wullachen: Lopatne
- Losau: Lažany
- Loschau: Lošov
- Loschitz: Loštice
- Losdorf: Ludvíkovice
- Losnitz: Lazec
- Lossin: Losiná
- Lotschnau (Bömisch Lotschnau): Česká Lučina
- Lotschnau (Mährisch Lotschnau): Moravský Lacnov
- Loucky: Sekerkovy Loucky
- Louznitz: Loužnitz
- Lowtschitz, Lowčitz: Lovčice
- Lub: Luby
- Lubens (Lubenz): Lubenec
- Lubika: Hluboká nad Vltavou
- Luck: Luka u Verušicek
- Ludgerstal: Ludgerovice
- Ludikau: Ludíkov
- Luditz: Žlutice
- Ludwigsberg: Ludvické Hory
- Ludwigsthal über Würbenthal: Ludvíkov
- Ludwigsthal: Ludvíkov
- Luggau: Lukov (nad Dyjí)
- Luhatschowitz: Luhačovice
- Lukau: Luková
- Lukawetz: Lukavec (u Pacova)
- Lukawetz über Hohenstadt: Lukavec u Mohelnice
- Lukawitz: Lukavice
- Lundenburg: Břeclav
- Luppetsching: Kramolín
- Lusading: Horní Kramolí
- Luschan: Lužany
- Lusche: Luže
- Luschetz an der Moldau: Lužec nad Vltavou
- Luschitz: Lužice
- Luschne, bij Hoschlowitz: Lužná
- Lusen: Lužná
- Lusenbach (Bach): Luzenský Potok
- Lusetin: Buc
- Lutschkahäuseln: Loučky
- Luxdorf: Lukášov

## M
- Machau: Machov
- Machendorf: Machnín
- Machowitz: Machovice
- Mader: Modrava
- Maderbach (Bach): Modravsý Potok
- Maffersdorf: Vratislavice nad Nisou (Liberec XXX)
- Mähring: Újezd
- (Mährisch) Altstadt (vroeger ook: Goldeck): Staré Město (pod Sněžníkem / pod Králickým Sněžníkem)
- Mährisch Aussee: Úsov
- Mährisch Budwitz: Moravské Budějovice
- Mährisch Chrostau: Moravská Chrastová
- Mährisch Karlsdorf: Moravské Karlov
- Mährisch Kotzendorf: Moravský Kocov
- Mährisch Kromau: Moravský Krumlov
- Mährisch Lotschnau: Moravský Lacnov
- Mährisch Neudorf: Moravská Nová Ves
- Mährisch Neustadt: Uničov (vroeger ook: Nova Civitas)
- Mährisch Ostrau: Moravská Ostrava (in 1945 met Schlesisch Ostrau / Slezská Ostrava verenigd tot Ostrava)
- Mährisch Pisek: Moravský Písek
- Mährisch Preußen: Moravské Prusy
- Mährisch Rothmühl: Moravská Radiměř
- Mährisch Rothwasser: Červená Voda
- Mährisch Schönberg: Šumperk
- Mährisch Trübau: Moravská Třebová
- Mährisch Weißkirchen: Hranice na Moravě (vroeger ook: Alba Ecclesia)
- Mährisch Weisswasser: Bílá Voda u Šilperka
- Mährisch Wiesen: Dlouhá Ves
- Mährisch Wolfsdorf: Moravské Vlkovice
- Mändrik: Mendryk
- Märzdorf: Martínkovice
- Märzdorf-Nikles: Bohdíkov-Raškov
- Maidelberg: Dívčí Hrad
- Maierhof, bij Zweiendorf: Humenice
- Maierhofen: Dvory u Karlových Varů
- Maiersgrün: Vysoká
- Majetein: Majetín
- Maiwald (Kreis Bärn): Májůvka
- Malesitz: Malesice
- Malnitz: Malenice
- Maleschau: Malešov
- Malkau: Málkov
- Malhostitz: Malhostice
- Mallinetz: Malinec
- Mallowitz: Malovice (Bor)
- Malonitz: Malonice
- Maloweska: Malá Víska
- Malschen: Malešov
- Malsching: Malšín
- Malsching: Myšlany
- Malschitz: Malšice
- Maltheuern: Záluží v Rudohoří
- Maltsch (rivier): Malše
- Manetin: Manetín
- Mansdorf: Jedvaniny
- Mantau: Mantov
- Maria Kulm: Chlum Svaté Máří (voorheen: Chlum nad Ohři)
- Maria Ratschitz: Mariánské Radčice
- Maria Schnee beim heiligen Stein: Svatý Kámen nad Malší
- Maria Teinitz: Mariánský Týnec
- Mariafels: Slavice
- Mariahilf über Wostitz: Panny Marie Pomocné u Vlasatice
- Mariaschein: Bohosudov
- Mariasorg: Mariánská
- Mariastock: Skoky
- March (rivier): Morava
- Marienbad: Mariánské Lázně (Nederlands: Mariënbad)
- Marienberg: Mariánské Hory (Ostrava)
- Marienberg, Olomouc: Svatý Kopeček (Kopeček u Olomouce)
- Marienthal (Kreis Bärn): Mariánské Údolí
- Markhausen: Pomezna
- Markausch: Markovšovice
- Markersdorf an der Böhm(isch) Nordbahn: Markvartice u České Kamenice
- Markersdorf a.d. Mähr. Grenzbahn: Hradecná
- Markersdorf am Jeschken: Markvartice pod Ještedem
- Markersdorf: Markvartovice
- Markscheid: Rozdelov
- Markt Bürglitz: Velký Vřešťov
- Markt Eisenstein: Železná Ruda
- Markt Frain: Vratenov
- Markt Janowitz: Vrchotovy Janovice
- Markt Joslowitz: Jaroslavice
- Markt Kamnitz: Trhová Kamenice
- Markt Roßwald: Městys Rudoltice (Slezské Rudoltice)
- Markt Schurz: Žireč Městys
- Markt Stankau: Staňkov
- Markt Stiepanau: Trhový Štěpánov
- Markt Türnau: Trnávka na Mor. Záp. Dráze
- Markus, bij Krizowitz: Markov, ook: Marky
- Markusgrün: Podlesí
- Markwarding: Markvarec
- Marletzgrün: Květnová
- Marletzgrün: Maroltov
- Maroditz: Martice
- Marschendorf: Dolní Maršov / Maršov / Horní Maršov
- Marschowitz: Maršovice (u Benešova) / Maršovice u Jablonce nad Nisou
- Martetschlag: Martínkov
- Martinau: Martinov
- Maschakotten: Maršovy Chody
- Maschau: Mašťov
- Maschker Mühle: Maškův Mlýn
- Maßhaupt: Kročehlavy
- Mastig: Mostek nad Labem
- Mastirowitz: Mastírovice
- Mastung: Mostec
- Matschitz: Mačice
- Melnik Wtelno: Mělnické Vtelno
- Matschowitz: Mačovice
- Mauth: Mýto
- Mauthaus: Mýtnice
- Mauthdorf: Mýto
- Mauthstadt: Mýto
- Mayerbach: Dolní Borková
- Mayerhof: Horní Stropnice
- Mazocha: Macocha
- Meeden: Medná
- Meedl bei Deutsch Liebau: Medla
- Mehregarten: Mergart, Zahradky
- Meierhöfen: Dvory
- Meigelshof: Chodov
- Meinetschlag: Malonty
- Meisetschlag: Míšnany
- Meistersdorf: Mistrovice
- Melchiorshütte:
- Melhut: Chodská Lhota
- Melm: Jelm
- Melmitz: Melnice
- Melnik: Mělník
- Meltsch über Troppau: Melc
- Menian: Menany
- Meretitz: Miřetice u Klášterce nad Ohří
- Merkelsdorf: Merklovice
- Merkelsgrün: Merklín
- Merklin: Merklín u Preštic
- Meronitz: Merunice
- Merschlitz (ook Merzlitz): Mrzlice
- Mesimost: Mezimostí nad Nežárkou
- Mesletsch: Mezilečí
- Mesoles: Mezholezy u Kutné Hory
- Messendorf über Freudenthal:
- Meßhals: Mezholezy u Horšovského Týna
- Meßholz: Mezholezy u Černíkova
- Mestska Lhotka: Městská Lhotka
- Metzling: Meclov
- Michelob: Měcholupy u Zatce
- Michelsberg: Michalovy Hory
- Michelsdorf: Veliká Ves
- Michelsdorf: Ostrov
- Michetschlag: Javoří
- Micholup: Měcholupy
- Mies: Stříbro
- Miesau (Ebenau), bij Christianberg: Vyšný
- Miesau: Arnoštov
- Miezmanns: Micmanice
- Milau: Milov
- Milay: Mila
- Milbes (Kreis Bärn): Milovany
- Mildenau: Luh pod Smrkem (vroeger ook Mildenava)
- Mildeneichen: Lužec pod Smrkem
- Miletin: Miletín
- Miletitz: Miletice
- Milikau: Jezerce
- Milikau: Milkov
- Miltschin: Miličín
- Millau: České Milovy
- Milles: Mlýnec
- Milleschau (Mileschau): Milešov u Lovosic
- Millestau: Milhostov
- Millik: Milence
- Milotitz an der Betschwa: Milotice nad Bečvou
- Milotitz: Milotice u Kyjova
- Milowitz: Milovice (nad Labem)
- Millowitz über Eisgrub: Milovice nad Dyjí
- Milsau: Milžany
- Miltigau: Milíkov
- Minian (Minien, Miniendorf): Měnany
- Minichschlag: Martinkov
- Minischlag: Mnichovice
- Minkwitz: Minkovice
- Mireschau: Mirošov
- Mirikau: Mírkov
- Mirischau (Miröschau): Mirošov
- Mirkowitz: Mirkovice
- Miroschowitz: Mirošovice
- Mirowitz: Mirovice
- Mirschikau: Mírkov
- Mirwans: Věrovany
- Miskowitz: Myslkovice
- Mißlitz: Miroslav
- Mistek (Duits ook: Friedberg): Místek (Frýdek-Místek)
- Mistlholz, Mistelholz: Borová
- Mistlholzkollern, Dorf, bij Mistlholz: Borovsti
- Mittagsberg (Berg): Poledník
- Mittel Körnsalz: Prostřední Krušec
- Mittel Langenau: Prosrední Lánov
- Mittelgrund: Prostřední Grunt
- Mittelhof: Prostřední Dvůr
- Mittellangenau: Prostřední Lánov
- Mittelwald (Kreis Bärn): Středolesí
- Mittendorf (Mitterdorf): Miroslav
- Mitterberg: Račí
- Mladetzko: Mladecko
- Mladotitz: Mladotice
- Mlasowitz: Mlázovice
- Mlazow: Mlazovy
- Mlikowitz: Mlékovice
- Mnienan: Měnany
- Modlan: Modlany
- Modlenitz, bij Rabitz: Modlenice
- Modschiedl: Mocidlec
- Mödlau: Medlov
- Mödlau über Pohrlitz: Medlov nad Jihlavkou
- Mödlitz (Kreis Bärn): Medice
- Mödritz: Modrice
- Morein: Mouřínov
- Möritschau: Mořičov
- Mörowitz, bij Wadetschlag: Moravice
- Mösing: Mezi
- Mogolzen: Bukovec
- Mohr: Mory
- Mokowitz: Hřivinov
- Mokrau: Mokrá
- Moldau (rivier): Vltava
- Moldau (Ort): Moldava (v Krušných horách)
- Moldauquelle: Pramen Vltavy
- Moldaustausee Lipen (meer): Lipenská přehrada
- Moldaustausee Orlik (meer): Orlická přehrada
- Moldautein (Moldauthein): Týn nad Vltavou
- Morawitschau über Möglitz: Moravicany
- Morchenstern: Smržovka
- Moschen (GBez. Bilin): Mošnov
- Mosetstift: Mackova Lhota (Muckova Lhota)
- Mosting: Mostice
- Mostkowitz: Mackovice
- Mosty in den Beskiden: Mosty u Jablunkova
- Mottowitz: Matejovice
- Motzdorf: Mackov
- Mscheno: Mšené Lázne (Litomeřice) / Mšeno (Mělník)
- Mschenolobes: Mšeno (Lobec)
- Mottowitz: Matejovice
- Mraditz: Mradice
- Mrakotin: Mrákotín
- Muckenschlag: Muckenschlag (Mükenschlag)
- Müglitz: Mohelnice
- Mühlbach: Pomezí nad Ohrí
- Mühlberg: Lesík
- Mühlberg: Mlynsky Vrch
- Mühldorf: Mlýnská
- Mühlendorf: Okounov
- Mühlessen: Milhostov
- Mühlgrün: Mlýnek
- Mühlfraun: Milfron
- Mühlhäuseln: Mlýnské Domky
- Mühlhausen: Milevsko
- Mühlhöfen: Milevo
- Mühlloch: Mílov
- Mühlloh: Milov
- Mühlnöd, bij Wadetschlag: Milná
- Mühlscheibe: Filipov
- Müllerschlag, ook: Mlinarowitz: Mlynářovice
- Müllersgrün: Milesov
- Mülln: Štedrá
- Mühlnöd: Milná
- Münchengrätz: Mnichovo Hradiště
- Münchsberg: Vojnův Městec
- Münchsdorf: Hvoždany
- Münkendorf: Minkovice
- Münchleins: Minisek
- Mürau: Mírov
- Mugrau: Mokrá
- Mukarov: Mukařov
- Mukowa: Bukova
- Multerberg: Multerberg
- Multerberger Waldhäuser, bij Heuraffl: Chalupy Multerberske
- Munker: Mukařov
- Munzifai: Smečno
- Murchova: Mrchojedy
- Muschau: Mušov nad Dyjí
- Muschelberg: Mikulov
- Muslau, Mußlau: Muzlov
- Muttersdorf: Mutenín
- Mutzgern: Muckov
- Mutzken: Muckov

## N
- Nabsel: Bzí / Nabzí
- Nachles, bij Wadetschlag: Nahlov
- Nachod: Náchod
- Nadschow: Hnacov
- Nakel: Náklo
- Namiescht in der Hanna: Náměšť na Hané
- Namiest an der Oslawa: Náměšť nad Oslavou
- Napajedl: Napajedlá
- Nassengrub: Mokřiny
- Nassaberg: Nasavrky
- Natscheradetz: Načeradec
- Natschung: Načetín
- Nausowa: Nouzov
- Nebahau: Nebahovy
- Nebillau: Nebílovy
- Nebotein: Hněvotín
- Nechanitz: Nechanice
- Nechwalitz: Nechvalice
- Nedraschitz: Nedražice
- Nedweiss: Nedvězí (u Olomouce)
- Neisse (rivier): Nysa
- Nemelkau: Nemilkov
- Nemisch: Nemíž
- Nemischl: Nemyšl
- Nemtschitz: Němčice, Horní Němčice
- Neosablitz: Nezabylice
- Nepomischl: Nepomyšl
- Nepomuk: Nepomuk
- Neratowitz: Neratovice
- Neretein: Neředín
- Nesdaschau (Nesnaschau, Nsnaschow): Neznašov
- Nesdenitz: Nezdenice
- Nespitz, Bez. Strakonitz: Nespice
- Nespoding: Mezipotočí
- Nesselbach: Větřní
- Nesselsdorf: Kopřivnice
- Netreba: Netřeby
- Netrobitz: Netřebice
- Netschetin: Nectiny
- Netschemitz: Necemice
- Netschetin: Nectiny
- Netschin: Necín
- Nettolitz: Netolice
- Neu Benatek (Neubenatek): Nové Benátky
- Neu Bidschow: Nový Bydžov
- Neu Bistritz: Nová Bystřice
- Neu Cerekwe, Neu Zerekwe: Nová Cerekev
- Neu Haimhausen: Nový Haimhausen
- Neu Knin: Nový Knín
- Neu Oderberg: Bohumín
- Neu Ötting: Nová Včelnice
- Neu Possigkau: Díly
- Neu Raußnitz: Rousínov u Vyškova
- Neu Reichenau: Nový Rychnov
- Neu Rohlau: Nová Role
- Neu Straschitz: Nové Strašecí
- Neu Traubendorf: Nový Hrozenkov
- Neu Tschestin: Nový Cestín
- Neu Zedlitsch: Nové Sedlište
- Neu Zerekwe: Nová Cerekev
- Neubrunn: Nová Studnice
- Neubürgles: Nový Hrádek
- Neubusk: Nová Boubská
- Neudek: Nejdek
- Neudörfel, bij Andreasberg: Nová Víska
- Neudörfel, Olomouc: Nové Sady (u Olomouce)
- Neudörfl (Kreis Bärn): Nová Véska
- Neudorf: Nová Ves (Chomutov, Rakovník, Skalná)
- Neudorf: Nová Ves (Hradečno)
- Neudorf an der Popelka: Nová Ves nad Popelkou
- Neudorf (b. Ungarisch Ostra): Ostrožská Nová Ves
- Neudorf (Kreis Bärn): Nova Oldruvky
- Neue Welt: Nový Svět (u Olomouce)
- Neueigen (Kreis Bärn): Nová Ves
- Neuenbrand: Nový Ždár
- Neuenburg an der Elbe (ook: Nimburg): Nymburk
- Neuern: Nýrsko
- Neugarten: Zahrádky u České Lípy
- Neugasse: Nová Ulice
- Neugebäu: Nový Svět
- Neugedein: Kdyně
- Neugeschrei: Nové Zvolání
- Neuhammer: Nové Hamry
- Neuhäusel, bij Schönfelden: Nové Domky
- Neuhäuser (b. Schatzlar): Nové Stavení, Nové Domky
- Neuhäuser: Nové Chalupy
- Neuhaus: Jindřichův Hradec
- Neuhaus: Nový Dům
- Neuhof:
  - Nové Dvory (u Kutné Hory)
  - Nový Dvůr (u Oskořínka)
  - Nový Dvůr (Chrášťany)
- Neuhütten: Nové Hutě
- Neuhurkenthal: Nová Hůrka
- Neulangendorf: Nová Dlouhá Ves
- Neuofen: Nová Pec (z větší části)
- Neuofen-Habersdorf: Nová Pec-Ovesná
- Neukirchen: Nový Kostel
- Neumark: Všeruby u Kdyně
- Neumarkt: Úterý
- Neumettl (Neumittel): Neumětely
- Neupaka: Nová Paka
- Neuprerau: Nový Přerov
- Neureisch: Nová Říše
- Neurode (Kreis Bärn): Nová Pláň
- Neusattl: Nové Sedlo u Lokte
- Neuschloß: Nové Hrady
- Neusiedl: Novosedly
- Neusorge: Starostín
- Neuspitzenberg: Nový Špičák
- Neustadl: Nové Mestecko
- Neustadt an der Tafelfichte: Nové Město pod Smrkem
- Neustadt an der Mettau: Nové Město nad Metují
- Neustadtl: Dolní Bělá (Písek)
- Neustadl am Klinger: Stráž
- Neustadtl (b. Böhmisch Leipa): Jezvé
- Neustadtl bei Pfraumberg): Stráž u Tachova
- Neustadtl (Mähren): Nové Město na Moravě
- Neustift: Nové Sady
- Neustift: Lhota (Mladoně)
- Neustift (Gemeinde Irresdorf): Nová Lhota (obec Lštín)
- Neustift (Gemeinde Planles), bij Irresdorf: Polečnice (Kyselov), ook Spolecnice, Kyselov
- Neustift, bij Planles: Nová Lhota
- Neustift, Olomouc: Nové Sady (u Olomouce)
- Neustraschitz: Nové Strašecí
- Neuteich: Nový Rybník
- Neuthal: Nové Údolí
- Neutitschein (Neu Titschein): Nový Jičín
- Neuwallisdorf: Nová Ves
- Neuwaltersdorf (Kries Bärn): Nové Valteřice
- Neuwesseln: Nové Veselí
- Neweklau: Neveklov
- Nidaus: Švermov-Hnidousy (in 1957 met Motitschin tot Švermov verenigt)
- Nieder Altstadt (b. Trautenau): Dolní Staré Město
- Nieder Bausow: Dolní Bousov
- Nieder Grund: Dolní Podluží
- Nieder Hillersdorf: Dolní Holcovice
- Nieder Kolbitz: Chobolice
- Nieder Lindenwiese: Lipové Lázně
- Nieder Rochlitz: Rokytnice nad Jizerou
- Niederbirkicht: Podbřezí
- Niederkamnitz: Dolní Kamenice
- Niedereinsiedel: Dolní Poustevna
- Niedergeorgenthal: Dolní Jiřetín
- Niederreuth: Dolní Paseky
- Niedertscherma: Dolní Čermná
- Niemes: Mimoň
- Niemtschitz b. Boskowitz: Němčice
- Nikl: Mikulec
- Niklasberg: Mikulov v Krušných horách
- Niklasdorf: Mikulovice (u Jeseníka)
- Niklowitz: Mikulovice (u Znojma)
- Nikolsburg: Mikulov na Moravě
- Nimburg: Nymburk
- Nimlau: Nemilany
- Nimvorgut: Nuzarov
- Nirklowitz: Mrsklesy (na Moravě)
- Nirschlern, bij Ziering, Bez. Kaplitz: Nirschlery, Koryta
- Nitzau: Nicov
- Nixdorf: Mikulášovice
- Nomirschen: Neuměř
- Nothof: Nouzov
- Nowakowitz: Novakovice
- Nürnberg (Kreis Bärn): Norbercany
- Nürschan (Nyrschan): Nýřany
- Nuserau: Nuserov

## O
- Ober Altstadt (b. Trautenau): Horní Staré Město
- Ober Berschkowitz: Horní Beřkovice
- Ober Besdiekau/Ober Bezdiekau: Horní Bezděkov
- Ober Birken: Horní Bříza
- Ober Chodau: Horní Chodov
- Ober Heinzendorf: Horní Hyncina
- Ober Hillersdorf: Horni Holcovice
- Ober Hohenelbe: Horejší Vrchlabí
- Ober Hrachowitz: Dolní Hrachovice
- Ober Kamenzen: Horní Kamenice
- Ober Koblitz: Chobolice
- Ober Kozolup: Horní Kozolupy
- Ober Kralowitz: Horní Kralovice
- Ober Kreibitz: Horní Chřibská
- Ober Langendorf: Horní Dlouhá
- Ober Lohma: Horní Lomany
- Ober Moldau: Horní Vltavice
- Ober Neuern: Horní Nyrsko
- Ober Potschernitz: Horní Počernice
- Ober Sandau: Horní Zandov
- Ober Roschlitz: Rokytnice nad Jizerou
- Ober Rotschau: Horní Ročov (deelgemeente van Ročov)
- Ober Uresch: Horní Ureš (Horní Uráž)
- Ober Zerekwe (Oberzerekwitz): Horní Cerekev
- Obergallitsch: Horní Kalište
- Obergeorgenthal: Horní Jiřetín
- Oberhäuser: Rohy
- Oberhaid: Horní Dvořiště
- Oberhaid: Zybytiny
- Oberkörnsalz: Hořejší Krušec
- Oberleutensdorf: Litvínov
- Oberlichtbuchet: Horní Světlé Hory (Horní Lichtbuchet)
- Oberlitsch: Horní Lidec
- Obermarkschlag: Horní Hraničná (Horní Markschlag), Horní Marktschlag)
- Obermoldau: Horní Vltavice, ook: Hořejší Vltavice
- Oberndorf (b. Franzensbad): Horní Ves
- Oberniemtsch: Horní Nemčí
- Obernitz: Obrnice
- Oberoggold: Horní Okolí
- Oberplan: Horní Planá
- Oberreuth: Horní Paseky
- Oberrosenthal: Horní Ružodol (Liberec VII)
- Obersablat: Horní Záblatí
- Obeschitz: Sobešice
- Obersablat: Horní Záblatí
- Oberschlag: Milešice
- Oberschlagl: Horní Drkolna, ook: Horní Schlagl
- Oberschneedorf: Horní Sněžná
- Oberschönhub: Horní Přísahov, ook: Horní Schönhub
- Obersinetschlag: Horní Příbraní (Horní Sinetschlag)
- Oberstankau: Horní Stankov
- Obersteindörfl: Zbraslav (Horní Steindörfl)
- Oberzassau: Horní Cazov (Horní Zasov)
- Oder: Odra (Nederlands: Oder)
- Oderberg: Bohumín
- Oderfurt: Přívoz
- Odersch: Oldřišov
- Odolenswasser: Odolena Voda
- Odrau: Odry
- Oed: Poustka
- Ölberg: Olevetín
- Ölstadtl (Kreis Bärn): Olejovice (voorheen: Olštatl)
- Oemau: Sobenov
- Ogfolderhaid (Ogfolder-)Haid: Jablonec
- Oggold: Okoli
- Ohren: Javory
- Ojesdetz (Ojestetz, Ojestitz, Ojezd, Ojezdetz): Újezdec
- Okrouhlík: Mělník
- Olbersdorf: Albrechtice
- Olbramowitz: Olbramovice u Votic
- Olchowitz: Oldřichovice
- Olhotta: Lhota
- Olmütz: Olomouc
- Opotschno: Opocno pod Orlickými horami
- Oppatau: Opatov (na Moravě)
- Oppau: Zábřeh
- Oppelitz, bij Duschowitz: Opolenec
- Oppolz: Tichá
- Orlau: Orlova
- Oschelin: Ošelín
- Oschitz: Osečná
- Oslawan: Oslavany
- Ossegg: Osek u Duchcova
- Ossek: Osek
- Osser (Berg): Jezerni Hora
- Oßnitz, Rotte, bij Obergallitsch: Osnice
- Ostrau: Ostrava
- Ostrau (an der Oslawa): Ostrov nad Oslavou
- Otradau: Otradov
- Otrokowitz: Otrokovice
- Ottau, bij Lobiesching: Zátoň
- Ottendorf: Otovice
- Ottengrün: Otov
- Ottenschlag: Otov
- Ottenschlag: Otín
- Ottetstift: Otice (Ottenstift)
- Ouherce: Úherce
- Oujezdec: Újezdec
- Ouraz: Úraz
- Ouvaly: Úvaly

## P
- Palitz: Palič
- Panditz: Bantice
- Panzer, bij Eisenstein: Pancíř
- Panzer (Berg): Pacíř
- Pappelsdorf: Topolná
- Pardorf: Bavory
- Pardubitz: Pardubice
- Parkfried: Bělá
- Parnig: Parník
- Parschnitz: Poříří u Trutnova
- Paschtik: Paštiky
- Paskau: Paskov
- Paß: Horní Sedlo
- Passeken, bij Neugebäu: Paseka
- Passern: Pasovary
- Patokrey: Patokryje
- Patzau: Pacov
- Paulina: Pavlína
- Paulowitz: Pavlovičky
- Pausram: Pouzdrany
- Pauten: Poutnov
- Pelleritz: Boleradice
- Penketitz, bij Hörwitzl: Beníkovice
- Perletschlag: Perlovice
- Perlsberg: Łazy
- Pernartitz (Pernatitz): Bernatice
- Pernstein: Pernštejn, Pernštýn
- Perschetitz: Horní Brzotice (Německé Brzotice, Německá Brotice)
- Peterbach: Petrov
- Petersburg: Petrohrad
- Petersdorf an der Tess: Petrov nad Desnou
- Peterschlag, bij Christelschlag: Petrovice
- Petershofen: Petrkovice
- Peterswald: Petřvald
- Peterswald: Petrovice u Chabarovic
- Petlarn: Žebráky
- Petschau: Bečov nad Teplou
- Petschek: Pecky
- Petrowitz: Petrovice u Rakovníka
- Petrowitz: Petrovice u Blanska
- Petruwka: Petrůvka
- Petzka: Pecka
- Pfaffengrün: Popovice
- Pfaffenschlag: Bobovec
- Pfefferschlag: Libínské Sedlo
- Pflanzen: Blatná
- Pflanzendorf: Hřivcice
- Pfraumberg: Přimda
- Philippshütte: Filipova Huť
- Piberschlag: Pivonice
- Pibrans: Příbram
- Pichlern: Pihlov
- Piesling: Písecné
- Pilgrams (verouderd ook: Wolframszell): Pelhřimov
- Pilkau: Bilka
- Pilletitz, bij Hörwitzl: Bílovice (Býlovice)
- Pilnikau: Pilníkov
- Pilsen: Plzeň (Nederlands: Pilsen)
- Pilsenhof: Plzenec
- Pilsenschlag: Polzov
- Pinketschlag, bij Mauthstadt: Skalne
- Pirles: Brložec
- Pirnitz: Brtnice
- Pischel: Pyšely
- Pisek: Písek
- Pistau: Pístov
- Pitschkowitz: Býčkovice
- Piwana: Pňovany
- Pittling: Pytlikov
- Plahetschlag: Blažejovice
- Plan an der Lainsitz: Planá nad Luznicí
- Plan (bij Marienbad): Planá u Mariánských Lázní
- Planian: Plaňany
- Planitz: Plánice
- Plankus: Planska
- Planles: Plánička
- Planna: Planá
- Plansker Mühle: Plansky Mlyn
- Plas (plaats): Stráž nad Nežárkou
- Plass (b. Kralowitz): Plasy
- Plass (b. Jungsbunzlau: Plazy
- Plassendorf: Kubička
- Platten (Bergstadt Platten): Horní Blatná
- Platten (b. Görkau): Blatno u Chomutova
- Platten, bij Wadetschlag: Blatná
- Plattenberg: Blatenský vrch
- Plattetschlag: Mladoňov
- Plattner Kunstgraben: Blatenský příkop
- Plattorn: Platoř
- Platz: Místo
- Platz an der Naser: Stráž nad Nežárkou
- Plichtitz, bij Zavlekov: Plichtice
- Plöckenstein (Berg): Plechý
- Plöckensteinsee (meer): Plešné Jezero
- Plöß: Pláně
- Ploschkowitz: Ploskovice
- Plowitz: Blovice
- Pluhow: Pluhův Ždár
- Plumenau: Plumlov
- Podersam: Podbořany
- Podesdorf: Bohdalowice
- Podhrad: Hluboká nad Vltavou
- Podhursch: Podhůrí
- Podiebrad: Poděbrady
- Podol: Podolí
- Podol (Podoletz): Benátky nad Jizerou
- Podoli, bij Oseky geh.: Podoli
- Podwurst, bij Polletitz: Podvoří
- Pömerle: Povrly
- Pösigl: Bezděkov
- Pössigkau: Bezděkov u Třemešného
- Pograth: Podhrad
- Pohlen: Spolí
- Pohrlitz: Pohořelice nad Jihlavou
- Pohorschan: Pohořany
- Pokratitz: Pokratice
- Polaun: Polubný
- Polehraditz: Boleradice
- Polerad: Polerady
- Politschen: Poličná
- Politschka: Polička
- Politz an der Mettau: Police nad Metují
- Politz an der Elbe: Boletice nad Labem (Děčín XXXII)
- Pollerskirchen: Úsobí
- Polletitz (ook: Poletitz, Bolletitz): Boletice
- Polnau (Polna): Polná
- Polnisch Ostrau (vroeger ook: Schlesisch Ostrau): Slezská Ostrava (in 1945 met Mährisch Ostrau / Moravská Ostrava verenigd tot Ostrava)
- Pomeisl: Nepomyšl
- Pomuk: Nepomuk
- Popelka: Košíře
- Popowitz Rothenhan (Popowitz Rottenhan): Popovice
- Poritschan: Poříčany
- Poritschen (Poritschen/Desfours): Spálné Porící
- Porschitz an der Sasau: Poříčí nad Sázavou
- Poschetzau: Božičany
- Poschkau (Kreis Bärn): Boskov
- Poschlag, bij Hohenfurt: Pošlák
- Poslowitz: Pozlovice
- Posluchau (Kreis Bärn): Posluchov
- Possigkau: Postřekov
- Postberg (Berg): Stráž
- Postelberg: Postoloprty
- Potfohre (Potfuhre): Potvorov
- Potschatek: Pocátky
- Pottenstein: Potštejn
- Potzen: Práčov
- Potzowitz: Pocinovice (u.H.T.)
- Powel: Povel
- Prachatitz: Prachatice
- Prachatiz: Prachatice
- Prachnian: Práchnany
- Prag: Praha (Nederlands: Praag)
- Prag-Teufelhitz: Praha-Dejvice
- Prag-Tiefenbach: Praha-Hlaupjetin
- Prag-Kohlfelde: Praha-Hlupotschep
- Prag-Kehlen: Praha-Chmelnice
- Prag-Körbern: Praha-Koschirsche
- Prag-Strahof: Praha-Strahov
- Prag-Veitsberg: Praha-Žižkov
- Pragerstift: Pražačka (Prakéř)
- Prahlitz: Pravlov
- Pramles: Branna
- Prasch Aujest (Praschno Aujesd): Prašný Újezd
- Praskoles: Praskolesy
- Predmeritz an der Elbe: Predměřice nad Labem
- Predslaw: Předslav
- Predwojowitz: Predvojovice
- Prerau: Přerov
- Preßnitz: Přísečnice
- Pribrans: Přibram
- Priesen: Březno
- Priesern: Přízer
- Priethal: Přídolí
- Primislau: Přibyslav
- Pritschen: Příčná
- Probolden, bij Schwiebgrub: Provodice
- Prödlitz: Brodek u Prostějova
- Promenhof: Broumov
- Prosetsch: Proseč (u Skutče)
- Proßmeritz: Prosiměřice
- Proßnitz: Prostějov
- Proßnitz, bij Kriebaum: Vražice (Vrasice, Vračice)
- Protiwin: Protivín
- Prostibor: Prostiboř
- Prussinowitz (Kreis Bärn): Banšov
- Przibram: Příbram
- Pschelautsch: Přelouc
- Pschestitz: Přeštice
- Pschikas: Příkazy
- Pschislowitz: Brezovice
- Pstruschi: Pstruží
- Pürglitz: Křivoklát
- Pürles: Brložec
- Pürstein: Perštejn
- Pürstling: Březnik
- Pürstling (Berg): Březník
- Pullitz: Police
- Pumperle: Řasnice
- Pulpetzen: Pulpecen
- Punkendorf (Kreis Bärn): Bonkov
- Puritschen, Weiler, bij Zierling, Bez. Kaplitz: Kvasov
- Purkratitz: Purkratice
- Purschau: Pořejov
- Puschwitz: Buškovice
- Pustlitz (Putzlitz): Puclice
- Putschen: Bučí
- Putzeried: Pocinovice

## Q
- Qualen: Chvalov
- Qualisch: Chvalec
- Quetusch: Kvetuš
- Quinau: Blatno
- Quintenthal: Vizov
- Quitosching, bij Irresdorf: Květušov (Dětošín, Dětušín, Kwietoschin)
- Quittein: Květín
- Quittendorf: Metylovice
- Quitkau: Kvítkov u České Lípy

## R
- Rabenhütte: Havranka
- Rabenstein: Rabí
- Rabenstein: Rabštejn (Decín)
- Rabenstein an der Schnella: Rabštejn nad Střelou
- Rabensteiner Lhota: Rabštejnská Lhota
- Rabi (ook Raby): Rabí
- Rabitz: Hrabice
- Rabitzerhaid: Hrabická Lada
- Rachel (Berg): Roklan
- Rachelbach (Bach): Roklanský Potok
- Radaun: Radon
- Radegast: Radhošť
- Radaun: Radoun
- Radikau: Radíkov (u Olomouce)
- Raditz (Radjitz): Radice
- Radnitz: Radnice u Rokycan
- Radobil: Radobyl
- Radomischl: Radomyšl
- Radonitz: Radonice u Kadaně
- Radostin (an der Oslawa): Radostín nad Oslavou
- Radostitz, Bez. Strakonitz: Radhostice
- Radschau: Račov, ook Radesov
- Radschowitz: Hradcovice
- Raifmaß, bij Unterschalgl: Radvanov
- Rakschitz: Rakšice
- Rakonitz: Rakovník
- Rampersdorf: Ladná
- Ramsau: Ramzová
- Rascha: Rašov
- Raspenau: Raspenava
- Ratai (Rataj, Rattai): Rataje (Tábor)
- Ratais an der Sasau (Rataj): Rataje nad Sázavou
- Ratsch: Hradiste
- Ratschin, bij Altspitzenberg: Radčín (Račín, Radšín, Radošín)
- Ratschinowes: Raciněves
- Ratzau b. Tachau: Racov
- Ratzau (Battelau): Racov (Batelov)
- Raudnitz: Roudnice nad Labem
- Rausenbrúck: Strachotice
- Rausenstein (Böhmisch, Mährisch): Ostrý Kámen
- Rausin: Rousínov (Rakovník)
- Raussnitz: Rousínov (Vyškov)
- Rautenberg (Kreis Bärn): Roudno
- Rebetz: Hřebeč
- Reckerberg, bij Nitzau geh.: Popelná
- Rehberg: Srní
- Reichen: Rychnov u Verneřic
- Reichenau: Rychnov u Jablonce n.N
- Reichenau an der Knieschna: Rychnov nad Knežnou
- Reichenau: Rychnov na Moravě
- Reichenberg: Liberec
- Reichenburg: Rychmburk
- Reichetschlag, bij Schöbersdorf: Mytina
- Reichstadt: Zákupy
- Reigersdorf (Kreis Bärn): Rejchartice
- Reihwiesen: Rejvíz
- Reinowitz: Rýnovice
- Reischlberg (Berg): Hraničník
- Reisendorf (Kreis Bärn): Trhavice
- Reißig: Klest
- Reiterschlag: Pasečná
- Reith: Svánkov/Švaňkov
- Reith: Loutka (Lutka)
- Reith: Louka
- Reith, bij Wullachen* Klestin, Na Rejte?
- Remeschin: Řemešín
- Rentsch: Revnicov
- Repan: Repany
- Repeschin: Řepešín
- Repschein: Řepčín
- Reschihlau (Rescholau): Hrešihlavy
- Reschowitz (Reschwitz): Radošov
- Richenburg: Předhradí u Skutče (voorheen: Rychmburk)
- Richterhäuser: Rychtářov
- Richterhof: Střemily
- Riegersdorf: Modrec
- Rindlau, bij Duschowitz: Žlíbek
- Rindles: Žlábek
- Rischkau: Hríškov
- Ritschan: Rícany u Prahy
- Ritschen: Rydec
- Riwtschitz: Hrivcice
- Rockendorf: Žitná
- Rochlitz: Rokytnice nad Jizerou
- Rodisfort: Radošov
- Röhrenberg: Žlíbky
- Röhrenbergerhütte ook : Adlerhütte: Röhrenberska Hut
- Röhrsdorf (b. Zwickau): Svor
- Röhrsdorf (b. Hainspach): Liščí
- Rollsberg: Rolsberk
- Römerstadt: Rýmarov
- Rössin: Rešín
- Röwersdorf: Třemešná ve Slezsku
- Rohow: Rohov
- Rohn: Leptač
- Rohr: Nový Drahov
- Roiden, bij Haag: Rojov
- Roisching: Rojšín
- Rojsko, Roysky, bij Watetitz: Rajsko
- Roketnitz:
  - Rokytnice (u Slavičína)
  - Rokytnice nad Rokytnou (tot 1921 Roketnice)
- Rokitnitz (Adlergebirge): Rokytnice v Orlických horách
- Rokitzan: Rokycany
- Ronow an der Doubrawa: Ronov nad Doubravou
- Ronsperg: Poběžovice
- Rosawitz: Rozbělesy
- Rosenau: Rožnov pod Radhoštěm
- Rosenberg an der Moldau: Rožmberk nad Vltavou
- Rosenhügel: Růžový Vrch
- Rosental: Rožmitál u Broumova
- Rosenthal (Böhmerwald): Rožmitál na Šumavě
- Rosenthal: Rožmitál pod Třemšínem
- Rosenthal (b. Reichenberg): Růžodol (Liberec XI)
- Roßbach: Hranice u Aše
- Roßhaupt: Rozvadov
- Rosinkau: Nový Hrozenkov
- Rossenreuth: Mýtinka
- Rossitz: Rosice u Brna
- Rossochatetz: Rozsochatec
- Roßwald: Slezské Rudoltice
- Rostok: Roztoky
- Rotenhof, ook: Rothenhof, bij Kalsching: Červený Dvůr
- Roth Retschitz: Červená Řečice
- Rothehöh: Červený Vršek
- Rothenbaum: Červené Dřevo
- Rothkosteletz: Cervený Kostelec
- Rothmühl: Radiměř
- Rothsaifen: Červená
- Rotjanowitz: červené Janovice
- Rotkirchen: Líbeznice
- Rotschau / Rotschow: Ročov
- Roubovice: Hroubovice
- Röwersdorf: Třemešná
- Rownin: Rovniny
- Ruben: Kladenské Rovné
- Rubenz: Rovence
- Ruckendorf (Ort teilw. zerstört): Hrudkov
- Rudelsdorf bei Katharinaberg: Rudolice v Horách
- Rudelsdorf bei Landskron: Rudoltice
- Rudelzau (Kreis Bärn): Rudoltovice
- Rudetschlag: Lipoltov
- Rudig: Vroutek
- Rudolfstadt: Rudolfov (u Českých Budějovic)
- Rumburg: Rumburk
- Ruppersdorf: Ruprechtice
- Rust: Podbořanský Rohozec
- Rzimau: Rímov

## S
- Saap: Zápy
- Saar: Žďár nad Sázavou
- Saaz: Žatec
- Sablat: Záblatí u Prachatic
- Saborsch: Záborí
- Sabratne, Weiler, bij Böhmisch Gillowitz: Zavratnej
- Sadska: Sadská
- Sadusch: Mělník
- Säumerbrücke: Soumarský Most
- Saharob: Záhrobí
- Sahorsch: Záhoří
- Sahorschan: Zahořany (u Berouna)
- Sahr: Ždár
- Sahrob (Sachrob): Záhrobí
- Sajestetz: Zájezdec
- Salcperk (Salzberg): Bílá Skála
- Salmthal: Pstruží
- Salnau: Želnava
- Saluschan: Zalužany
- Salzergut: Nový Svět (u Olomouce)
- Salzweg, bij Klösterle: Solná Lhota
- Samost: Zámostí
- Samrsk: Zámrsk
- Sand Lhota: Písková Lhota
- Sandau: Píšť
- Sandau (b. Marienbad): Dolní Žandov
- Sandau (b. Böhmisch Leipa): Žandov (u České Lípy)
- Sangerberg: Prameny
- Sarau: Kyselov (Černá v Pošumaví)
- Sasau: Sázava (Okres Benešov)
- Sasmuk: Zásmuky
- Sattelberg: Sedlo
- Saubsdorf: Supíkovice
- Sauersack: Rolava
- Sawerschitz: Zavržice
- Sawin: Savín
- Sbirow: Zbiroh
- Sborowitz: Zborovice
- Sbosch: Zboží (Havlíčkův Brod) / Malé Zboží (Nymburg)
- Sbraslawitz: Zbraslavice
- Schaar: Žďár (u Rakovníka)
- Schachtelei: Povydří
- Schäferei: Ovčárna
- Schätzenreith: Rokyta/Schätzová Muť
- Schaffa (Schafing): Šafov
- Schak: Žáky
- Schallan: Žalany
- Schamers: Címěr
- Schasslowitz: Častolovice (u České Lípy)
- Schattau: Šatov
- Schattawa: Zátoň
- Schatzlar: Žacléř
- Schauflern: Šavléřov (Šafleřov)
- Schdiar:
  - Žďár (u Blanska)
  - Žďár (u Nové Včelnice)
  - Žďár (u Protivína)
  - Žďár (u Mnichova Hradiště)
- Schehuschitz: Žehušice
- Scheiben: Šejby
- Scheiben, bij Gansau: Vyšovatka
- Scheibenraditsch: Okrouhlé Hradiště
- Schekarschen: Všekary
- Schelechowitz an der Drewnitz: Želechovice nad Dřevnicí
- Scheles: Žihle
- Schelesen: Želízy
- Schelletau: Želetava
- Schelsnitz, ook Schölsnitz: Přelštice
- Schemeslitz: Všemyslice
- Schepankowitz: Štepankovice
- Scheranowitz: Žeranovice
- Scherau: Všeruby
- Scherau, bij Korkushütten: Šerava
- Scherawitz: Žeravice
- Schernau: Žernov (u České Skalice)
- Scherub (Scheruw): Všeruby
- Schestar: Všestary
- Schestau, bij Zippendorf: Žestov
- Scheuereck: Stodůlky (Žďárek)
- Scheurecker Schwelle: Žďárské Jezirko
- Schewetin: Ševětín
- Schichowitz: Žichovice
- Schießnetitz: Žíznětice
- Schihobetz: Žihobce
- Schild, bij Kaltenbrunn: Bystrá
- Schillerberg: Radvanovice
- Schildberg: Štíty (voorheen: Šilperk)
- Schillersdorf: Šiherovice
- Schiltern: Štítary (na Moravě)
- Schimern: Všimary II
- Schimitz: Židenice
- Schindhöfen: Dřínov
- Schindlau, bij Neugebäu: Šindlov
- Schinkau: Žinkovy
- Schippen: Šípy
- Schirmdorf: Semanín
- Schlackenwerth: Ostrov nad Ohří
- Schlackern, bij Mugrau: Slavkovice
- Schlada (b. Franzensbad): Slatina
- Schlag am Rossberg, bij Kaltenbrunn: Čižkrajice pod Chobolkou
- Schlagl, bij Richterhof: Savlova Lhota
- Schlaggenwald: Horní Slavkov
- Schlan (älter ook Salzberg): Slaný
- Schlappenz: Šlapanov
- Schleb: Žleby
- Schlesien: Silezië - Mährisch Schlesien, historisch Österreichisch Schlesien)
- Schlesisch Ostrau: Slezská Ostrava (in 1945 met Mährisch Ostrau / Moravská Ostrava verenigd tot Ostrava)
- Schlock (Kreis Bärn): Slavkov
- Schlösschen: Zámeček
- Schloßbösig: Bezděz
- Schlösselbach: Kořenný
- Schlösselwald: Hrádky
- Schluckenau: Šluknov
- Schlüsselburg: Lnáre
- Schmeil (Kreis Bärn): Smilov
- Schmiedeberg: Kovářská (tot 1948 Šmídeberk)
- Schmiedhäuser: Kovářov
- Schmieding, bij Schwiebgrub: Kovářovice
- Schmiedsau (Kreis Bärn): Kovářov
- Schmiedschlag, bij Wadetstift: Kovarov
- Schnecken: Sneky
- Schneekoppe:Sněžka (Tsjechisch) of Śnieżka (pools)
- Schneiderhof: Mysliv
- Schneiderschlag, bij Oberschlag: Krejčovice
- Schneidetschlag, bij Plattenschlag: Veselí
- Schneidmühl: Pila
- Schnobolin: Slavonín
- Schoberstätten, bij Christianberg: Seniky
- Schöbersdorf: Šebanov
- Schöd (Schödl, Schödüber): Malá Šitbor
- Schömern, bij Lobiesching: Všeměry
- Schönau: Pěkná
- Schönau: Šenov (Jičín)
- Schönau (Braunau): Šonov u Broumova
- Schönbach (b. Deutsch Gabel): Zdislava
- Schönbach im Erzgebirge: Meziboří
- Schönbach (b. Wildstein): Luby
- Schönberg: Krásná Hora
- Schönberg (an der Moldau): Krásná Hora nad Vltavou
- Schönbrunn: Jedlová / Svinov (Ostrava)
- Schönbrunn bei Tachau: Studánka
- Schönebene: Krásné planiní
- Schönfeld (Kaiserwald): Krásno nad Teplou
- Schönfelden: Krásná Pole
- Schönfelden: Osí
- Schönficht (Kaiserwald): Smrkovec u Březové
- Schönhengst: Hrebec
- Schönhof (b. Podersam): Krásný Dvůr
- Schönlind (b. Neudek): Krásná Lípa u Šindelové
- Schönlinde: Krásná Lípa
- Schöninger (Berg): Kleť
- Schönpriesen: Krásné Brezno
- Schönthal: Krásné Údolí
- Schönwald (Kreis Bärn): Šumvald / Krásný Les (Ústí nad Labem)
- Schönwald bei Tachau: Lesná u Tachova
- Schönwehr: Krásný Jez
- Schonung: Obora u Loun
- Schoschuwka: Šošůvka
- Schossenreith: Částkov
- Schreckenstein: Střekov
- Schreibersdorf: Hnevošice
- Schrein: Střeň
- Schreinetschlag: Skříněřov
- Schritenz: Strítež
- Schröbersdorf, bij Duschowitz: Radešov
- Schüppen: Šípy
- Schüttenhofen: Sušice
- Schüttenitz: Žitenice
- Schüttiber (Schüttüber): Malá Šitbor
- Schumberg: Žumberk (Chrudim)
- Schusitz: Žehušice
- Schwaderbach: Bublava
- Schwadowitz, Klein-Schwadowitz: Malé Svatoňovice
- Schwarzbach (Bach): Černý Potok
- Schwarzberg (Berg): Černá Hora
- Schwarzbuda: Černé Budy
- Schwarzbach: Černá, jetzt Černá v Pošumaví
- Schwarzenberg: Černá Hora
- Schwarzenbergkanal: Švarcenbersky kanál
- Schwarzenthal (Riesengebirge): Černý Důl
- Schwarzer See (meer): Černé Jezero
- Schwarzes Kreuz: Černí Kříž
- Schwarzhaid, bij Neugebäu: Černá Lada
- Schwarzkirchen: Ostrovačice
- Schwarzkosteletz: Kostelec nad Černými Lesy
- Schwarzwasser: Černá Voda
- Schweigelhaid, bij Neugebäu: Švajglova Lada
- Schweinetschlag: Sviňovice
- Schweinitz: Trhové Sviny
- Schweißing: Svojšín
- Schwemmkanal: Plavební kanál
- Schwiebgrub (Grub): Švíba
- Schwiehau: Švihov
- Schwihau: Švihov
- Sdaslaw: Zdeslav
- Sdechowitz: Zdechovice
- Sdeslaw: Zdeslav
- Sdiar: Ždár
- Sdounek: Zdounky
- Sduchowitz: Zduchovice
- Sebastiansberg: Hora Svatého Šebestiána
- Seckerberg: Horky
- Sedletz: Sedlec u Votic
- Sedlitz: Sedlice (u Blatné)
- Sedlmin (bei Wolletschlag?): Sedlmín
- Seebach (Bach): Kvildsý Potok
- Seeberg: Ostroh
- Seefilz (Moor): Jezerní slať
- Seehaid, bij Neugebäu: Svinná Ladá
- Seelau: Želiv
- Seelowitz: Židlochovice
- Seestadtl: Ervěnice
- Seewiesen: Javorná na Šumavě (voorheen: Zejbiš)
- Segen Gottes: Zastávka
- Sehuschitz: Žehušice
- Seibersdorf (Kreis Bärn): Bělá
- Seichenreuth: Táborská
- Seifen: Ryžovna
- Seitendorf: Životice
- Selc: Sedlec
- Selletau: Želetava
- Sellnitz: Želenice
- Selsen: Želivsko
- Seltsch: Želec
- Seltschan: Sedlčany
- Selz: Sedlec (Cheb)
- Semil(ook: Seemühl): Semily
- Semitz: Semice
- Senftenberg: Žamberk
- Sensemitz (Sensenitz, Sensennitz, Sensomitz): Sezemice
- Serowitz: Žirovnice
- Setsch: Seč
- Sichlau: Cihavlov
- Siebenhäuser: Sedm Chalup
- Siebenhäuser: Sedmidomi
- Siebenhöfen (Kreis Bärn): Sedmi Dvory
- Siebitz: Třebovice
- Siegertsau (Kreis Bärn): Zigartice
- Silberberg: Nalžovké Hory
- Silberberg: Orlovice
- Silberberg: Stříbrné Hutě
- Silberskalitz: Stříbrná Skalice
- Simmensdorf: Šimanov
- Sirmitz: Zirovice
- Sittna: Sytno
- Skalken: Podbřeží
- Skirschina: Skršín
- Skups: Skupec
- Skutsch: Skuteč
- Slabathen: Slavětín
- Slabetz: Slabce
- Slawathen: Slavětín
- Slawoschowitz: Slavošovice
- Sliw: Zliv (u Českých Budějovic)
- Slonin: Zlonín
- Slonitz: Zlonice
- Smerdow: Sázavka
- Smidar: Smidary
- Smiler-Berg: Smilovy Hory
- Smrdov: Sázavka
- Sobetitz: Sobetice
- Sobieslau: Soběslav
- Sobotka: Sobotka
- Sobochleben: Soběchleby
- Soborten: Sobědruhy
- Soletin, ook: Solletin, bij Repeschin: Saladin
- Solislau: Sulislav
- Solnitz: Solnice
- Sommerau, woonwijk van Stachy/Stachau: Sebestov
- Sonnberg: Žumberk u Nových Hradu
- Sonnberg, Dorf, bij Böhmisch Gillowitz: Slunečná (Žumberk)
- Sonnenberg: Výsluní (voorheen: Šuniperk)
- Speschow: Spešov
- Spiegelhütten: Zrcadlova Huť
- Spindlermühle beziehungsweise Spindelmühle: Špindlerův Mlýn
- Spitzberg (Berg): Špíčák
- Spitzberg (Spitzenberg): Špicák
- Spitzenberg: Hory
- Spomischl: Spomyšl
- Sponau: Spálov
- Sporitz: Spořice
- Spornhau: Ostružná
- Srutsch an der Sasau: Zruč nad Sázavou
- St. Georgenthal, Svatý Jiřetín: Jiřetín pod Jedlovou
- St. Güntherfelsen: Březník
- St. Joachimsthal, Sankt Joachimstal: Jáchymov
- St. Katharina: Svatá Kateřina
- St. Magdalena: Svatá Magdalena
- St. Maurenzen: Svatý Mouřenec
- St. Niklas: Svatý Mikuláš
- St. Thomas: Svatý Thomaš
- Staab: Stod
- Stachlowitz: Stachlovice
- Stachau: Stachy
- Stadl (b. Franzensbad): Stodola
- Stadlern, bij Wolletschlag: Stadla
- Stadln: Stodůlky (Stadla)
- Stadt Königswart: Lázně Kynžvart
- Stadt Liebau (Kreis Bärn): Město Libavá
- Stahletz (Stachletz): Stádlec
- Stangendorf: Vendolí
- Stankau (Stankau-Dorf, Stankau-Stadt): Staňkov
- Stankowitz b. Triebsch: Staňkovice
- Stannern: Stonařov
- Starkebach: Jilemnice
- Starkstadt: Stárkov
- Starlitz: Starý Laz
- Starosedl: Starosedly
- Startsch: Stařeč
- Staschow: Stašov
- Stecken (Steken): Štoky / Šteken (Strakonice)
- Stefanau: Štěpánov
- Stein (im Böhmerwalde): Polná na Šumavě
- Stein, bij Kaltenbrunn: Kamenná
- Steinbach: Kamenice
- Steinbruck: Kamenný Most
- Steine: Kamenná
- Steingrub: Lomnička
- Steingrün: Výhledy
- Steinitz: Ždánice
- Steinitz: Uherský Ostroh
- Steinköpfl: Kamenná hlava
- Stein-Schechrowitz: Kamenné Žehrovice
- Steinschönau (Stein Schönau): Kamenický Šenov
- Stepanitz: Stěpanice
- Stepanowitz: Stěpanovice
- Stern, bij Schönfelden: Hvězda
- Sternberg: Šternberk / Český Šternberk
- Sternhof: Hvězda (Šternov)
- Sternteich: Hvezda
- Stich: Štichov
- Stiebenreith: Ctiboř u Tachova
- Stiechowitz: Štěchovice (u Prahy)
- Stiedra: Štedrá
- Stiepanau: Štěpánov nad Svratkou
- Stienowitz: Štenovice
- Stift, bij Schönfelden: Lhota
- Stillfried: Víska
- Stillseifenbach: Hrádecký potok
- Stipoklas: Štipoklasy
- Stockern, bij Luppetsching: Plíškov
- Stöcken: Štoky
- Stögenwald: Pestřice
- Stögerhütte: Štégrova Huť
- Stömnitz, Ort, bij Zierling, Bez. Kaplitz: Jistebnik
- Stojanowitz: Stojanovice
- Stodo: Stod
- Stolzenhain (ook Stolzenhan): Háj u Loučné
- Strahl Hoschtitz: Střelské Hoštice
- Strahlenberg: Štramberk
- Strakonitz: Strakonice
- Stramberg: Štramberk
- Stramberg: Štramberg
- Straschkau: Strážek
- Strassenau: Benešov u Broumova
- Straßnitz: Strážnice na Moravě
- Straupitz: Stroupeč
- Strebowitz: Třebovice ve Slezku
- Streitseifen: Podlesí
- Strobnitz: Horní Stropnice
- Strokele: Strakov
- Strunkowitz an der Flanitz: Strunkovice nad Blanicí
- Stubau, bij Pohlen: Dubová
- Stuben: Hůrka
- Stubenbach: Prášily (z větší části)
- Stubenbacher See (meer): Prášilské jezero
- Stubendorf: Studnice
- Studein: Studená
- Stüblern, bij Wadetstift: Posudov
- Stübling, Dorf, bij Obergallitsch: Žibřidov
- Studene: Studené
- Studlow: Študlov
- Subschitz: Zubčice
- Sud Hlawno: Sudovo Hlavno
- Sudetenschlesien: Sudetské Slezsko
- Suchenthal (an der Laisnitz): Suchdol nad Lužnicí
- Suttom: Sutom
- Swikowetz: Zvíkovec
- Swinna: Svinna
- Swojanow: Svojanov
- Swudschitz: Svučice

## T
- Tabor: Tábor
- Tachau: Tachov
- Tachauer Brand: Milíře
- Tafelhof, bij Korkushütte: Hutský Dvůr
- Tafelhütten, bij Korkushütte: Huť pod Boubínem (Tabulové Hory)
- Tajanow: Tajanov
- Tannaberg: Svatá Anna (Tanaberk)
- Tannwald: Tanvald
- Taschowitz: Tažovice
- Tattern, bij Schöbersdorf: Tatry (Tatrov, Tetřiny)
- Taubrath: Doubrava
- Taus: Domažlice
- Tauschen (Tauschim, Tauschin): Lázně Toušeň
- Tatzal: Tážaly
- Techebon: Treboun
- Teiniczek: Týneček
- Teinitz an der Sasau: Týnec nad Sázavou
- Tellnitz: Telnice
- Teltsch: Telč / Telec (Karlovy Vary)
- Tepl: Teplá
- Teplitz(-Schönau): Teplice (tot 1946: Teplice-Šanov)
- Teplitz-Turn: Trnovany
- Tereschau: Terešov
- Tetschen-Bodenbach: Děčín
- Teschen: Český Těšín
- Teschnitzl: Tesnice
- Teschwitz: Těšovice
- Teslaven: Zdeslav
- Teufelsdorf: Zábřeh nad Odrou
- Teufelssee (meer): Čertovo Jezero
- Teutschenrust: Podbořanský Rohozec
- Teutschmannsdorf: Skláře
- Thaya (rivier): Dyje
- Theising: Toužim
- Themenau: Poštorná
- Theresienstadt: Terezín
- Theusing: Toužim
- Thierbach (Bach): Vydří potok
- Thiergarten bei Tachau: Obora u Tachova
- Thomasdorf: Domašov
- Thomigsdorf: Damníkov
- Thröm: Trebom
- Thunisch Neudorf: Nová Ves u Světlé
- Thurmplandles: Věžovatá Pláně
- Tichtihof (Tichtihöfen), bij Irresdorf: Dětochov (Fichtlhöfen)
- Tichlowitz: Těchlovice (nad Labem)
- Tinischt an der Adler: Týnište nad Orlicí
- Tirschnitz: Tršnice
- Tisch: Ktiš
- Tischlern: Skubice
- Tischnowitz: Tišnov
- Tischtin: Tištín (voorheen: Cíštín)
- Tissa: Tisová
- Tmain: Tman
- Tobitschau: Tovačov
- Tocnik: Točník
- Todlau: Datelov
- Töpplitz: Teplice
- Tomitschan: Domašín
- Tonetschlag: Rohanov
- Topěletz: Topělec
- Towersch: Tovéř
- Tracht: Strachotín
- Trasenau: Draženov
- Trautenau: Trutnov
- Traxelmoos: Slatiny
- Trebendorf: Treben
- Trebitsch: Třebíč
- Trechow: Strechov nad Sázavou
- Trebnitz: Třebenice
- Tremles: Strmilov
- Tremoschna: Třemošná
- Treschkonitz: Třeskonice
- Treskowitz: Troskotovice
- Trhonin, bij Boubska: Trhonin
- Triblitz: Třebívlíce
- Triebendorf: Třebarov
- Triebsch: Třebušín
- Triebschitz: Třebušice
- Triesch: Třešť
- Triesenhof: Střížov
- Trippischen: Trpěšice
- Troppau: Opava
- Tropplowitz: Opavice
- Trpist: Trpísty
- Trübenwasser: Kalná Voda
- Trzeskonitz: Treskonice
- Trzynietz: Třinec
- Trzewnitz: Třebnice
- Trzyniec (Trzynietz): Třinec
- Tschachrau (eerder Czachrau): Čachrov
- Tschaslau: Čáslav
- Tschastolowitz: Častolovice
- Tscharlowitz: Černovice
- Tschechien: Česko, Tsjechië
- Tschechisch Teschen: Český Těšín
- Tschechische Republik: Česká republika, Tsjechië
- Tschechtitz: Čechtice
- Tschejkowitz: Čejkovice
- Tschelakow: Včelákov
- Tschelakowitz: Čelákovice
- Tschelechowitz in der Hanna: Čelechovice na Hané
- Tschelina: Celina
- Tschenkowitz: Čenkovice
- Tscheraditz: Čeradice
- Tschernik: Černíky
- Tschernoschin: Černošín
- Tschernoschitz: Černovice
- Tschernowir: Černovír (Olomouc)
- Tscherntschitz: Černčice (u Loun) / Černčice (okres Náchod)
- Tschestitz: Čestice
- Tschichtitz: Cichtice
- Tschim: Cím
- Tschimelitz: Čimelice
- Tschinowes: Ciněves
- Tschitschow: Cícov
- Tschkin: Čkyne
- Tuchorschitz: Tuchořice
- Turas: Tuřany
- Türmaul: Drmaly
- Türmitz: Trmice
- Türnau: Městecko Trnávka
- Tupadl: Tupadly
- Turkowitz: Dobrkovice
- Turn: Trnovany
- Turnau: Turnov
- Tuschkau: Město Touškov / Touškov (Písek)
- Tusset: Stožec
- Tussetberg (Berg): Stožec
- Tussetschlag, bij Perschetitz: Brevniste
- Tutschap: Tučapy
- Tyssa: Tisá

## U
- Udritsch: Údrc
- Überdörfel: Opatovec
- Überschar (bei Bad Liebwerda): Přebytek
- Uhligstal: Uhlikov
- Uitwa (Uittwa): Útvina
- Ulbersdorf: Albrechtice u Mostu
- Ullershof: Oldřichov
- Ullitz: Úlice
- Ungarisch Brod: Uherský Brod
- Ungarisch Hradisch: Uherské Hradiště
- Ungarisch Ostra: Uherský Ostroh
- Ungarschitz: Uherčice
- Unhoscht: Unhošt
- Unola: Únehle
- Unter Adersbach: Dolní Adršpach
- Unter Bautzen: Dolní Bousov
- Unter Besdiekau: Dolní Bezděkov
- Unter Biela: Dolní Bělá
- Unter Bory (Unter Borry): Dolní Bory
- Unter Bukowsko: Dolní Bukovsko
- Unter Höfen, bij Duschowitz: Dolní Dvorce
- Unter Hrachowitz: Dolní Hrachovice
- Unter Kralowitz: Dolní Kralovice
- Unter Lohma: Dolní Lohmany
- Unter Lukawitz: Dolní Lukavice
- Unter Neuern: Nýrsko
- Unter Potschernitz: Dolní Počernice
- Unter Themenau: Poštorná
- Unter Sandau: Dolní Zandov
- Unter Zetno: Dolní Cetno
- Unter Zerekwe: Dolní Cerekev
- Unterberg: Střelcův Dvůr
- Untergallitsch, Ort, bij Obergallitsch: Dolní Kaliste
- Unterhaid: Dolní Dvoriště
- Unterheid: Dolní Dvořiště
- Unterheiming: Podolí (Podlí)
- Unterhöfen: Dolní Dvorce
- Unterholz: Chrustenice
- Unterjamling (Unter Jamny): Dolní Jamné
- Unter Körnsalz: Dolejsi Krusec
- Unterlangendorf: Dolní Dlouhá Loucka
- Unterlichtbuchet: Dolní Světlé Hory (Dolní Lichtbuchet)
- Untermarkschlag: Dolní Marktschlag)
- Untermoldau: Dolní Vltavice
- Unter Oggold: Dolní Okoli
- Unterreichenstein: Rejštejn
- Unterschneedorf: Dolní Sněžná
- Unterschönhub, bij Ruckendorf: Dolní Prisahov, ook: Dolní Schönhub
- Untersinetschlag: Dolní Příbraní (Dolní Sinetschlag)
- Untersteindlberg: Dolní Ždánidla (Dolní Steindlberg)
- Unterstögenwald: Pestřice (Dolní Stögenwald)
- Untertannowitz: Dolní Dunajovice
- Unterthemenau: Poštorná
- Unterwielands (Gmünd III): České Velenice
- Unterwisternitz: Dolní Vestonice
- Unterwuldau (ook Untermoldau): Dolní Vltavice
- Unterzassau: Dolní Cazov (Dolní Zasov)
- Utitz: Votice
- Uttwa: Útvina

## V
- Valdov: Lesná
- Venousy: Bděněves
- Verda: Ostrov
- Vierhäuseln: Čtyřdomi
- Vierhäuser: Čtyři Domy
- Vierzighuben: Lány (ook: Čtyřicet Lánů)
- Vimberg: Vimperk
- Vinzenzsäge ook Cenka-Mühle: Čeňkova Pila
- Vodolka: Odolena Voda
- Vogelsang: Lhotka
- Voitersreuth: Vojtanov
- Voitsdorf: Bohatice u Zákup
- Vorder Heuraffl: Přední Výtoň, ook: Hejrov
- Vorder Ptakowitz: Přední Ptákovice
- Vorderglöckelberg: Přední Zvonková (Přední Zvonkov) Přední Glöckelberg
- Vorderhammer, bij Oberplan: Přední Hamry
- Vorderstift: Bližší Lhota (Přední Štifta)
- Vöttau: Bítov
- Vtelno: Mělnické Vtelno

## W
- Wachtern, Weiler, bij Böhmisch Gillowitz: Hlasna
- Wadetschlag: Svatonina Lhota
- Wagstadt: Bílovec
- Wadetstift: Hruštice
- Wagstadt: Bílovec
- Wakowitz: Vadkovice
- Waldau, bij Kaltenbrunn: Valdov
- Waldeck (Alt, Neu): Valdek (Starý, Nový)
- Waldenburg: Bělá pod Pradědem
- Walditz: Valdice
- Walketschlag: Valkounov
- Wallachisch Bistritz: Valašská Bystřice
- Wallachisch Klobouk: Valašské Klobouky
- Wallachisch Meseritsch: Valašské Meziříčí
- Wallachisch Prikas: Valašské Příkazy
- Wallern: Volary
- Wallhof: Lesná
- Wallisdorf (Wallisgrün): Kuzová
- Wällisch Birken (Wällischbirken): Vlachovo Březí
- Wallstein: Valštejn
- Waltersgrün: Valtéřov
- Waltsch: Valeč v Čechách
- Wamberg: Vamberk
- Wangetschlag: Mýtina
- Warme Moldau (rivier): Teplá Vltava
- Warnsdorf: Varnsdorf
- Warta: Stráž nad Ohří
- Wartenberg am Roll: Stráž pod Ralskem
- Warwaschau: Varvažov
- Wasserhäuseln: Vodná
- Wassersuppen: Nemanice
- Wassertrompeten: Ostromeč
- Watetitz: Vatetice
- Watislaw: Vlatislav
- Webeschan: Bžany
- Weckelsdorf: Teplice nad Metují
- Weckersdorf: Křinice
- Wegstädtl: Štětí
- Weichseln: Vyšný
- Weidenau (Österreichisch Schlesien): Vidnava
- Weigsdorf: Višnová
- Weinberge: Vinohrady
- Weipert: Vejprty
- Weiß Tuschkau: Město Touškov
- Weiße Elster (rivier): Bílý Halštrov
- Weißensulz: Bělá nad Radbuzou
- Weißkirchen: Bílý Kostel nad Nisou / Hranice
- Weißwasser (Reichensteiner Gebirge): Bílá Voda (u Javorníka)
- Weißwasser (Bößig): Bělá pod Bezdězem
- Weiten Trebetisch: Široké Trebčice
- Weitfäller Filz: Rokytcká Slať/Weitfellerský revír
- Welbine: Lbin
- Welboth: Velvety
- Welchau: Velichov
- Welehrad: Velehrad
- Weleschin: Velešín
- Welhartitz: Velhartice
- Welhenitz: Lhenice
- Wellartitz: Velhartice (Burg Velhartice)
- Wellen: Velim
- Welka: Velká nad Velickou
- Welkenreuth: Vlachovo Březí
- Welperschitz: Erpužice
- Weltrus: Veltrusy
- Welwarn: Velvary
- Wemschen: Mšeno
- Wenussen: Bdeněves
- Wermeritz: Hrimeždice
- Wernersreuth: Vernéřov
- Wernstadt: Verneřice
- Werscheditz: Verušicky
- Weseritz: Bezdružice
- Wesetin: Vsetín
- Weshor: Zhoř
- Wessele, bij Gansau: Veselka, ook: Neveselec
- Wesseli an der Lainsitz (vroeger ook: Frohenbruck an der Lainsitz): Veselí nad Lužnicí
- Wesseli an der March: Veselí nad Moravou
- Wesselitz: Veselice
- Wettern: Větřní
- Wetzmühl, bij Boubska: Vícemily
- Wichstadtl: Mladkov
- Widra (rivier): Vydra
- Wieden: Chudejov
- Wieles, Bez. Kaplitz, GBez. Hohenfurth, Gemeinde, mit Kalling, Kropsdorf, Pramles: Belen
- Wiesch: Vež
- Wiesa (bei Oberleutensdorf): Louka u Litvínova
- Wiese an der Igel: Luka nad Jihlavou
- Wiesen: Vižnov
- Wiesen (Böhmisch) (bei Zwittau): Česká Dlouhá
- Wiesen (Mährisch) (bei Zwittau): Dlouhá Ves
- Wiesengrund: Dobrany
- Wiesenthal an der Neiße: Lučany nad Nisou
- Wigstadtl (Wigstadt): Vítkov
- Wiharzau (Wihorau, Wihorschau): Běhařov
- Wikan: Vykan
- Wildberg, ook: Kamenik, Kamaik, bij Wolletschlag: Kamýk (Volovice)
- Wildenschwert: Ústí nad Orlicí
- Wildschütz: Vlčice (u Javorníka)
- Wildstein: Skalná
- Wilhelmschlag: Vilémovice
- Wilhorschen, ook: Wilhořen, bij Christelschlag: Hlásná Lhota
- Wilimow: Vilémov (u Golčova Jeníkova)
- Willimowitz: Vilémovice
- Willomitz (Wilomnitz): Vilémov u Kadaňe
- Windig Jenikau: Větrný Jeníkov
- Windisch Kamnitz: Srbská Kamenice
- Winitz: Vynezda, ook: Vinice
- Winney: Vinné
- Winterberg: Vimperk
- Wirbelstein (Berg): Meluzína
- Wirbka: Vrbka
- Wirschenitz, Wirenitz, ook Zwerenitz, Werenitz, bij Repeschin: Zvěřenice
- Wischau: Vyškov
- Wischenau: Višňové
- Wisowitz: Vizovice
- Wisterschan: Bystřany
- Witanua (Wittanau): Vítanov
- Wittingau: Třeboň
- Wittinghausen: Vítkův kámen
- Wlachowitz: Vlachovice
- Wladislau: Vladislav
- Wlaschim: Vlašim
- Wodlochowitz: Odlochovice
- Wodnian: Vodňany
- Wodolka: Odolena Voda
- Wöhr: Ostrov
- Wölfling: Vlčí
- Wölking: Dolní Bolíkov
- Wörles: Ostrov
- Wohar: Ohaře
- Wohlau: Volyně
- Wohlehraditz: Boleradice
- Wohontsch (an der Biela): Ohníč (nad Bílinou)
- Wohrazenitz: Ohrazenice
- Woiden: Vojtin
- Woisetschlag, bij Kaltenbrunn: Borsikov
- Wojna Mestetz (Wojno Miestetz): Vojnův Městec
- Wojslawitz, bij Hostinec: Vojslavice (Hoštíc)
- Woken b. Hirschberg: Okna
- Wokrauhlík: Mělník
- Woldrichow: Oldřichov
- Wolenitz: Volenice
- Wolepschitz: Volevčice
- Woleschna: Olešná
- Wolfersdorf bei Plan: Olbramov
- Wolfersdorf bei Böhmisch Leipa: Volfartice
- Wolframitz: Olbramovice (u Moravského Krumlova)
- Wolfschlag, bij Schöbersdorf: Vojslavy
- Wolfsgrub: Vlčí Jámy
- Wolfsgrub (Wolfshäuser), bij Christianberg: Vlčí Jámy
- Wolin: Volyně
- Wollein: Měřín
- Wolletschlag: Volovice
- Wolluben, Bez. Krumau: Bóly
- Wolschan: Olšany
- Wolta: Voletiny
- Wondrak's Viertel: Vondáková Čtvrt Svobodníku
- Wondrichow: Oldřichov
- Wonschow: Onšov
- Wonschowitz: Onšovice
- Woparan (Woporan, Woporschan): Opařany
- Woraschne: Dvorecna
- Woratschen: Orácov
- Worlik: Orlík nad Vltavou
- Wosek: Oseky
- Wossek: Osek
- Wostitz: Vlasatice
- Wostraschin (Wostratschin): Osvračín
- Wostrow: Ostrov
- Wotitz: Votice
- Wottawa (rivier): Otava
- Wrana (Wranna): Vraný
- Wranowa: Vranov
- Wrasch: Vráž u Písku
- Wratzau, bij Haag: Vracov (Zahradka)
- Wrutitz bei Benatek: Benátecká Vrutice
- Wrzessin: Vřesina
- Wschechrom: Všechromy
- Wschejan: Všejany
- Wschelis: Velké Všelisy
- Wscherau: Všeruby u Plzně
- Wschetat: Všetaty
- Wtelno: Melnické Vtelno
- Würbenthal: Vrbno pod Pradědem
- Wühr: Vír
- Wüst Seibersdorf: Pusté Žibřidovice
- Wullachen: Bolechy
- Wuretzhöfen: Březí
- Wutschko, bij Haag: Bockov
- Wuttau: Butov
- Wyharzan: Běhařov

## Z
- Zaap: Zápy
- Zahradka: Zahrádka
- Zahrob: Záhrobí
- Zarch: Čárka
- Zauchtel: Suchdol nad Odrou
- Zauditz: Sudice
- Zaunfeld: Plotiště nad Labem
- Zawada: Závada
- Zbeschau: Zbýšov u Oslavan
- Zborow, Sborau: Zborovy
- Zdaslav: Zdeslav
- Zdenitz: Zdenice
- Zdounek: Zdounky
- Zebau: Cebiv
- Zebus: Chcebuz
- Zeidlweid: Brtná
- Zeislitz, bij Rabitz: Cejsice, ook Cejslice
- Zemschen: Třemešné
- Zernowitz: Žernovice
- Zetschowitz: Čečovice
- Zettl: Sedlo
- Zettwing: Cetviny
- Zichlern, bij Schöbersdorf: Techlov
- Zichraß ook Ziehras, bij Gerbetschlag: Těchoraz
- Ziebetschlag, Weiler, bij Obergallitsch: Pribyslavov
- Ziegenbock (Schloss): Kozel (Zamek)
- Ziegenruck: Cimruky, Kozi Hřbet
- Ziegenschacht: Stráň
- Zinnwald: Cínovec
- Zirnau: Dříteň
- Zirnetschlag: Bělá
- Zistl, Ort, bij Hoschlowitz: Dobrné
- Zlabings: Slavonice
- Zlin: Zlín (van 1949 tot 1990 Gottwaldov)
- Znaim: Znojmo
- Zottig: Dívčí Hrad
- Zodl: Sádlno (Sádlná)
- Zosum, bij Bergreichenstein: Žďánov
- Zuckenstein: Cuknstejn
- Zuckmantel (vroeger ook Edelstadt): Zlaté Hory v Jeseníkách (voorheen: Cukmantl) / Žďárek
- Zuderschlag: Cudrovice
- Zürau: Siřem
- Zulb: Slup (voorheen: Cule)
- Zwarmetschlag: Svatomírov
- Zweihäuser: Dvojdomi
- Zwickau: Cvikov
- Zwickowitz: Zvíkovec
- Zwittau: Svitavy
- Zwittern, Weiler, bij Obergallitsch: Svitanov
- Zwoischen: Svojše
- Zwodau: Svatava
- Zwug: Sbuch